# Держави хрестоносців

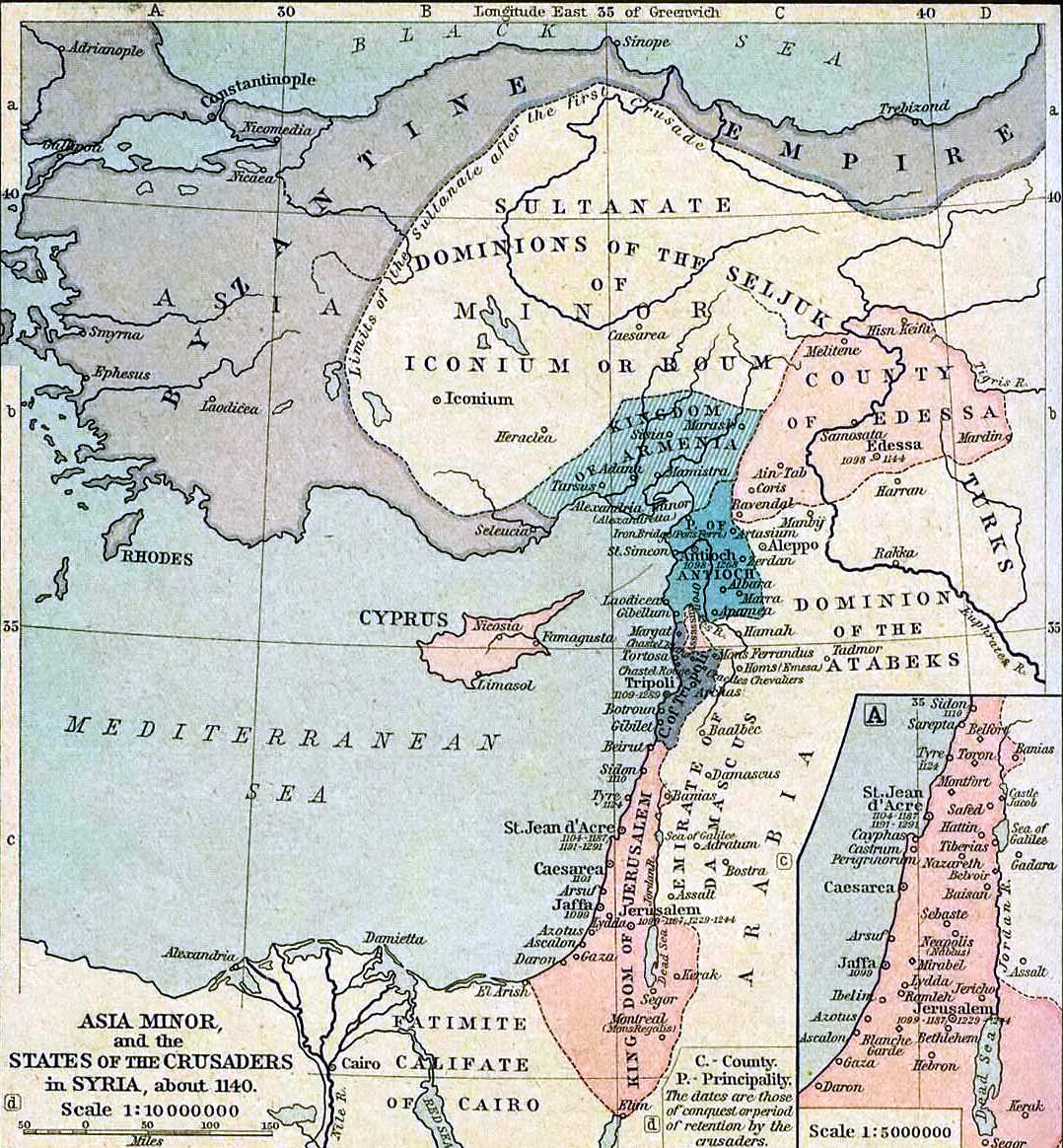
Мала Азія та держави хрестоносців близько 1140

Держави хрестоносців — феодальні держави, створені латинськими лідерами Першого хрестового походу шляхом завоювань та політичних інтриг. Загалом було утворено чотири держави: Едесське графство (1097—1150); Антиохійське князівство (1098—1287),  Єрусалимське королівство (1099—1291) і Триполійське графство (1102—1289). Єрусалимське королівство охоплювало території сучасного Ізраїля, Західного берега, сектора Газа та прилеглих районів. Інші держави, розміщені північніше Єрусалимського королівства охоплювали територію сучасних Лівану, Сирії та південно-східної Туреччини. Опис «держави хрестоносців» може ввести в оману, оскільки з 1130 року дуже мало населення франків було хрестоносцями. Середньовічні та сучасні письменники також використовували термін «Утремер» (фр. Outremer дослівно — «за морями»).
У 1098 році хрестоносці, пройшовши через Сирію, дійшли до Єрусалиму. Хрестоносець Балдуїн Булонський після державного перевороту зайняв місто грецького православного правителя Едеси, а Боемунд Тарантський залишився правлячим князем у захопленій Антіохії. У 1099 р. після місячної облоги було взято Єрусалим. Потім відбулася консолідація територій, включаючи захоплення Триполі. В часи їх найбільшого розширення, вони охоплювали південь сучасної Туреччини, Сирії, Лівану, Ізраїлю та Палестини. Едеса потрапила до турецького воєначальника у 1144 році, але інші володіння проіснували аж до XIII століття перед падінням Мамлюкського (Єгипетського) султанату. Антіохія була захоплена у 1268 році, а Триполі пало 1289 року. Коли в 1291 році впала Сен-Жак-д'Акр, тогочасна столиця Єрусалимського королівства, останні території були швидко втрачені, а ті, хто вижив, втекли до Кіпрського королівства (створеного після Третього хрестового походу).
Дослідження хрестоносців самостійно, на відміну від підтеми хрестових походів, розпочалось у XIX столітті у Франції за аналогією французькому колоніальному досвіду в Леванті. Історики XX століття відкинули цей підхід. Їх думка полягала в тому, що хрестоносці, як відомі західноєвропейці, жили як суспільство меншин, яке здебільшого було міським, ізольованим від місцевого населення, з окремими правовими та релігійними системами. Корінне населення мало християнські та ісламські традиції, говорячи арабською, грецькою та сирійською мовами.

## Утремер
Терміни «держави хрестоносців» та «Утремер» (фр. outre-mer — «за морями») можуть використовуватися як взаємозаміна для спільного опису чотирьох феодальних держав, створених лідерами Першого хрестового походу в Леванті приблизно у 1100 році: (з півночі на південь) Едесське графство, Антиохійське князівство, Триполійське графство і Єрусалимське королівство. Термін Аутремер має середньовічне походження. Сучасні історики зазвичай називають ці чотири держави як «держави хрестоносців» і використовують термін «франків» для європейських поселенців, включаючи хрестоносців, інших приїжджих та їх нащадків. Як термін, «держави хрестоносців» можуть бути оманливими, оскільки переважна більшість поселенців, що приїжджали з Європи, рідко приймали хрестоносцівські присяги. Латинські хроніки Першого хрестового походу на початку XI століття, називали західних християн, які походили з багатьох країн Європи, Franci незалежно від їхньої етнічної приналежності. Візантійські грецькі джерела використовують Frangoi та арабський al-Ifranj. Крім того, в літописах  застосовалось колективне позначення Latini, або латиняни. Середньовічні етноніми відображають дві характеристики поселенців, що відрізняли їх від корінного населення — їхню мову та віру. Франками були переважно франкомовні римо-католики, тоді як корінні жителі були переважно арабо- або грекомовними мусульманами, християнами інших конфесій та євреями.

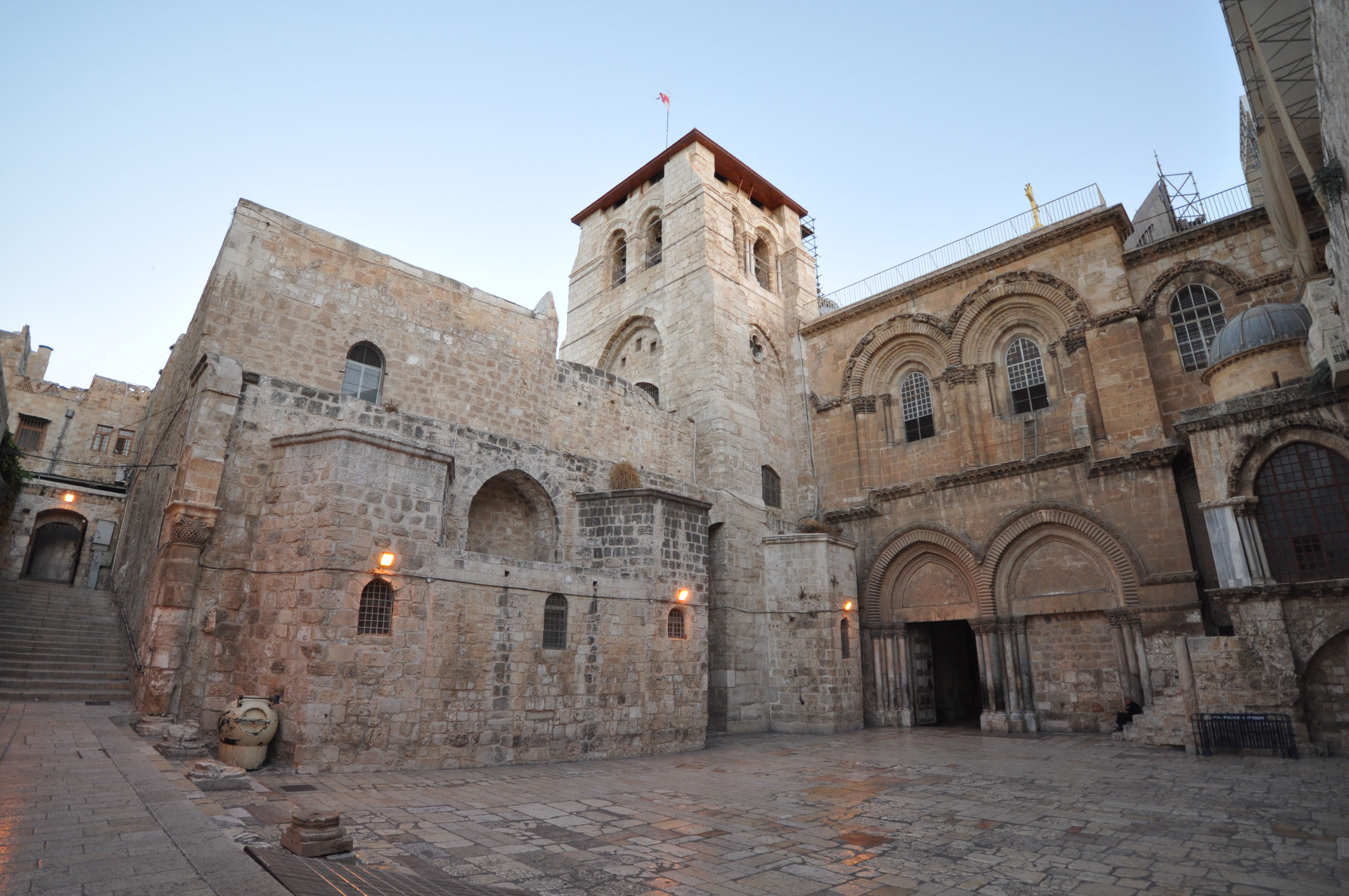
Храм Гробу Господнього, одна з головних святинь християнського світу, в Єрусалимі

Королівство Єрусалим розташовувалося на території історичної Палестини і в часи свого максимуму включало частину територій на схід від річки Йордан. Північні держави охоплювали територію нинішніх Сирії, південно-східної Туреччини та Лівану. Ці райони були історично відомі як Сирія (відома арабам як Шам) і Верхня Месопотамія. Едеса простягалася на схід за річку Євфрат. У середні віки держави також часто були загальновідомими як Сирія. Приблизно з 1115 року правителя Єрусалиму називали «королем латинян в Єрусалимі». Історик Ганс Ебергард Маєр вважає, що це свідчить про те, що лише латиняни володіли повноцінними політичними та юридичними правами в королівстві, і що основний поділ у суспільстві був не між дворянами та простими людьми, а між франками та місцевим населенням. Незважаючи на те, що король іноді отримував данину від правителів інших країн і виконував обов'язки захисника, король не мав офіційного статусу володаря, і ці держави юридично залишалися поза межами королівства.
Відома як Свята земля, євреї, християни та мусульмани вважали Палестину як виключно святе місце. Всі вони пов'язували цей регіон із життям пророків Старого Завіту. Новий Завіт представляв його як головне місце вчинків Ісуса та його апостолів. Ісламська традиція описує головне місто регіону, Єрусалим, як місце чудесних нічних подорожей і сходження на небо Мухаммеда. Місця, пов'язані зі святим чоловіком чи жінкою, перетворились на святині, які часто відвідували паломники, що приїжджали з далеких країн, як акт покаяння. Храм Гробу Господнього був побудований на згадку про розп'яття та воскресіння Христа в Єрусалимі. Вважалося, що церква Різдва Христова закрила його місце народження у Вифлеємі. Купол на скелі та мечеть Аль-Акса вшанували пам'ять про нічну подорож Мухаммеда. Хоча найважливіші священні місця поклоніння були в Палестині, сусідня Сирія також мала важливі храми та церкви. Будучи прикордонним краєм мусульманського світу, Сирія була важливим театром джихаду, або ісламської священної війни, хоча ентузіазм щодо її проведення зник до кінця XI століття. На відміну від них, римо-католицька ідеологія священних воєн швидко розвивалась, завершившись ідеєю хрестових походів на землі, претендовані на християнство.

## Передумови

### Католицька Європа

Європа напередодні Першого хрестового походу (1092 р.)

Більшість територій, де заклики до хрестових походів сприймали з великим ентузіазмом, були частиною Каролінзької імперії приблизно в 800 році. Імперія розпалася, і на її місце прийшли дві слабо об'єднані держави-наступниці. Східна Священна Римська імперія охоплювала Німеччину, північну Італію та сусідні землі. Німеччина була поділена на герцогства, такі як Нижня Лотарингія та Саксонія, і їх герцоги не завжди виконували накази імператорів. Західна держава-спадкоємиця, Франція, була ще менш єдиною. Французькі королі безпосередньо контролювали лише невеликий центральний регіон. Графи і герцоги правили іншими регіонами, і деякі з них були надзвичайно багатими і могутніми, зокрема герцоги Аквітанії та Нормандії, а також графи Анжу, Шампані, Фландрії та Тулузи. Німеччина та Франція були оточені незалежними державами, кожна з яких перебувала під владою свого короля, серед них найбільш централізована західноєвропейська монархія — Англія.
Взаємодія між західними християнами та мусульманами відбувалася головним чином шляхом воєнних дій чи торгівлі. Протягом VIII та IX століть мусульмани вели наступ на Європу, і комерційні контакти переважно були більш вигідними ісламську світу, оскільки Європа була сільською та слаборозвиненою, пропонуючи трохи більше, ніж сировину та рабів в обмін на спеції, тканину та інші предмети розкоші з Близького Сходу. Зміни клімату під час середньовічного теплого періоду по-різному вплинули на Близький Схід та Західну Європу. На сході це спричинило посуху, а на заході покращило умови для ведення сільського господарства. Більш високі врожаї сільського господарства призвели до зростання чисельності населення та розширення торгівлі, а також до розвитку процвітаючих нових військових та торгових еліт.
Державний та суспільний лад католицької Європи того часу визначається як феодалізм. У феодальних суспільствах земельні ділянки зазвичай надавались у власність в обмін на послуги, які васал мав виконувати для дарувальника чи господаря. Васал залежав від лорда, і був зобов'язаним надавати йому військову допомогу та данину. Насильство було притаманно роздробленим феодальним державам, в результаті чого з'явився новий клас воїнів, відомих як лицарі. Розвиток лицарського класу збігся з підпорядкуванням колишнього вільного селянства в поневолених кріпаків, проте зв'язок між цими двома процесами досі не має достатньо доказів. Оскільки феодальні володіння могли бути створені шляхом завоювання земель, західні аристократи охоче розпочинали наступальні військові кампанії навіть проти далеких територій. Експансія католицької Європи в Середземному морі розпочалось у другій половині XI століття. Нормани підкорили південь Італії що був до цього у візантійців, витіснили мусульманських правителів з Сицилії; французькі феодали почали наступ на Піренейський півострів для боротьби з маврами Аль-Андалус; а італійські флоти розпочали грабіжницькі рейди проти північноафриканських портів. Ця зміна сил була особливо вигіною для купців з італійських міст-держав Амальфі, Генуя, Піза та Венеція. Вони зайняли місце мусульман та євреїв у прибутковій транссередземноморській торгівлі, і їх флоти стали домінуючими морськими силами в регіоні.
Після тисячі років безперервної зміни пап, папство було найстарішим католицьким інститутом Європи напередодні хрестових походів. Папи вважалися наступниками апостола  Петра, і престиж їхньої посади був високим. На заході реформи Григорія VII зменшила вплив мирян на церковне життя та посилила папську владу над духовенством. Східні християни продовжували вважати пап не більше як одним із п'яти найвищих церковних лідерів, титулованих патріархами, і відкидали ідею папської зверхності. Їхня опозиція, а також розбіжності в релігійній доктрині та літургії спричинили різкі суперечки, конфлікт загострився коли папський легат відлучив Вселенського Константинопольського патріарха у 1054 році. Александрійський, Антіохійський та Єрусалимський патріархи стали на сторону Вселенського патріарха проти папства, але східно-західний розкол ще не був неминучим, і католицька та православна церкви залишалися в повному спілкуванні. Григоріанська реформа посилила вплив пап на світські питання. Для досягнення своїх політичних цілей папи відлучали від церкви своїх опонентів, проголошували анафему і пообіцяли духовні винагороди тим, хто взяв зброю за релігійні ідеї. У 1074 р. Папа Григорій VII навіть розглядав можливість ведення військової кампанії проти турків, які напали на візантійські території в Анатолії.

### Левант

Анатолія на початку Першого хрестового походу (1097)

Тюркська міграція пронизала Близький Схід з IX століття. Мусульманські прикордонники захопили тюркських кочівників у прикордонних районах Середньої Азії та продали їх ісламським лідерам, які використовували їх як рабів-солдатів. Вони були відомі як гильмни або мамелюки (раби-воїни) і були емансиповані при переході в іслам. Мамелюки цінувались насамперед тому, що зв'язок їхніх перспектив з одним господарем породжував надзвичайну лояльність. Візир та дієвий правитель Великої імперії сельджуків Нізам аль-Малк у віршах проілюстрував ісламський посібник, що в контексті політики Близького Сходу це зробило їх більш довірливими, ніж сімейні стосунки. Зрештою, деякі нащадки мамелюків піднялися на мусульманську ієрархію, щоб стати царями або навіть засновниками династії та країну (Мамелюцький султанат).
В середині XI століття, незначний клан турків-огузів на ім'я Сельджуки, після воєначальника Салюка з Трансоксанії, розширився через Хорасан, Іран, і до Багдада, де онук Салюка, Тугрил, отримав титул султана. Халіфи зберігали свою легітимність і престиж, але султани утримували політичну владу. Успіху Сельджуки досягли надзвичайним насильством. Вони принесли кочівництво до осілого суспільства Леванту і стали зразком для інших кочових тюркських кланів (наприклад, данишмендідів і артукідів). Велика імперія Сельджуків була децентралізованою, багатомовною та багатонаціональною. Молодший сельджук, який керував провінцією як апанат, отримав титул маліка, Арабська для короля. Mamluk військові командири, які виконували функції вихователів та опікунів для молодих королів сельджуків, займали посаду атабега ('батько-командир'). Якщо його підопічний утримував провінцію, то атабег правив ним як регент неповнолітнього маліка. Іноді атабег зберігав владу після того, як його підопічний досяг повноліття або помер. Сельджуки прийняли та зміцнили традиційну ікта- система адміністрування державних доходів. Система забезпечувала оплату військових командирів, надаючи їм право збирати земельний податок на чітко визначеній території, але вона робила селянство вразливим до жадібності відсутнього господаря та довільних дій його чиновників. Хоча держава Сельджуків ефективно працювала настільки, наскільки сімейні зв'язки та особиста лояльність перекривали особисті амбіції лідерів, але суперництво маліків, атабегів та військових командирів можуть призвести до розпаду в критичні моменти.
Етнічна та релігійна різноманітність регіонів призвела до відчуження серед пануючого населення. У Сирії сельджуків суніти правили місцевими шиїтами. У Кілікії та на півночі Сирії візантійці, араби та турки витискали населення вірмен. Сельджуки оспорювали контроль над південною Палестиною з Єгиптом, де шиїтські правителі правили більшістю сунітського населення через могутніх візирів, які були переважно тюркськими чи вірменськими, а не єгипетськими чи арабськими. Сельджуки та єгипетський халіфат Фатімідів ненавиділи одне одного, оскільки сельджуки бачили себе захисниками сунітського халіфату Аббасидів, а Фатімід Єгипет був головною шиїтською державою в ісламі. Корінь цього був поза культурним та расовим конфліктом, але виник у розколах всередині ісламу після смерті Мухаммеда. Суніти підтримали халіфальне правонаступництво, яке розпочалося з одного з його соратників Абу Бакра, тоді як шиїти підтримали альтернативне правонаступництво від його двоюрідного брата і зятя Алі. Ісламське законодавство надало статус зіммії, або захищені народи, до людей Книги, як християни та євреї. Зіммії були громадянами другого сорту, зобов'язаними сплачувати спеціальний подушний податок — джизія, але вони могли сповідувати свою релігію та підтримувати власні суди. Богословські, літургійні та культурні відмінності породили розвиток конкуруючих християнських конфесій у Леванті до завоювання мусульман VII століття. Турецькі греко-православні, або мелкіти, залишались у повному спілкуванні з візантійською імператорською церквою, а їхні релігійні лідери часто походили із столиці Візантії Константинополя. У V столітті несторіанці та монофізитські якобіти, вірмени та копти порвали з візантійською державною церквою. Окрема церковна організація маронітів виникла під владою мусульман.
Протягом кінця X та початку XI століть, Візантійська імперія перейшла в наступ, відвоювавши Антіохію у 969 році, після трьох століть арабського панування, та вторгшись у Сирію. Тюркські розбійники та їх візантійські, також часто етнічно тюркські, колеги, звані akritai віддався ефемерному транскордонному рейдерству. У 1071 році, забезпечуючи свої північні кордони під час перерви у походах проти Фатимідського халіфату, султан Альп Арслан переміг імператора Романоса IV Діогена під Манцикертом. Захоплення Романоса та візантійський фракціонізм, що послідував, порушили візантійський прикордонний контроль. Це дало змогу переселится в Анатоліювеликій кількості тюркських бойових племен та кочових пастухів. Двоюрідний брат Альпа Арслана Сулейман ібн Кутулміш захопив Кілікію і увійшов до Антіохії в 1084 році. Через два роки він був убитий в конфлікті з Великою імперією сельджуків. Між 1092 і 1094 роками Низам аль-Малк, султан Малік-шах, халіф Фатімідів, Аль-Мустансір Білла та візир Бадр аль-Джамалі померли. Брат Малік-Шаха Тутуш, атабек Алеппо та Едеси загинули внаслідок конфлікту спадкоємності, а син Сулеймана Кілій Арслан I відродив Султанат свого батька в Румі на території Анатолії. Спадкоємство Єгипту призвело до розколу в Ісмаїлістській гілці шиїтського ісламу. Перський місіонер Хасан-і Сабба очолив відокремлену групу, створивши низарійську гілку ісмаїлізму. Це було відомо як Нова проповідь у Сирії та Орден вбивць у західній історіографії. Орден використовував цілеспрямоване вбивство, щоб компенсувати відсутність у них військової сили.
Вторгнення сельджуків, ослаблення влади Візантії, Фатимідів та розпад імперії сельджуків через економічні та адміністративні проблеми відродили стару левантійську систему міст-держав. Регіон завжди був сильно урбанізованим, і місцеві товариства були організовані в мережу взаємозалежних поселень, кожна з яких була зосереджена навколо міста чи великого міста. Ці мережі переросли в автономні володіння під владою тюркського, арабського чи вірменського воєначальника або міського магістрату наприкінці XI століття. Місцеві quadis взяли під свій контроль Тир і Триполі, арабська Бану Munqidh захопили Shaizar, і сини Тутуш в Дацці і Ридван вдалося захопити Дамаск та Алеппо відповідно, але їх атабек, Джан ад-Даул і Тогтекін контролювали. Рідвана Сокман бен Артук тримав Єрусалим; Тесть Рідвана Ягисіян, правив Антіохією; і воєначальник, що представляв візантійські інтереси, званий Торос, захопив Едесу.

## Історія

### Заснування
Візантійці збільшили свою військову силу, набравши найманців з турків та Європи. Це компенсувало дефіцит, спричинений втраченою територією, особливо в Анатолії. У 1095 році на П'яченському соборі імператор Олексій I Комнін попросив підтримки у папи Урбана II проти загрози Сельджуків. Урбан закликав провести Перший хрестовий похід на Клермонському соборі. Його заклик до збройного паломництва для визволення східних християн та відновлення Святої Землі викликав безпрецедентний ентузіазм в католицькій Європі. Протягом року десятки тисяч людей, як простолюдини, так і феоди, вирушили на військовий похід. Мотивація окремих хрестоносців приєднатися до хрестового походу різнилася, але деякі з них, ймовірно, залишили Європу, щоб створити нове життя на Святій Землі.
Олексій вітав феодальні війська, якими командували західні дворяни. Годфрід Буйонський, номінально герцог Нижньої Лотарингії, одним із перших прибув до Константинополя. Алексій запевнив, що Годфрі урочисто пообіцяв, що будь-яка отримана територія, яку раніше займала Римська імперія, буде передана його візантійським представникам, і він зробив Годфрі своїм васалом. Італо-нормандський Боемунд з Таранто охоче прийняв присягу, коли прибув. Племінника Боемунда Танкреда Отвіля і брата Годфрі Балдуїна з Болоньї переконали підкоритися, намагаючись уникнути зобов'язань, самостійно переправившись через Босфор. Тільки Раймунд IV, граф Тулузи, чинив опір, натомість обіцяючи ненапад на Олексія. Візантійський Татікіос керував хрестовим походом важким тримісячним маршем, щоб взяти в облогу Антіохію, під час якого франки уклали союзи з місцевими вірменами. доїхавши до Антіохії, Балдуїн та його люди залишили основну армію та направились до річки Євфрат, беручи участь у місцевій політиці та захопивши укріплення Турбессель та Равандан, де вірменське населення вітало його. Торос ледве міг керувати або захищати Едесу, тому він намагався найняти франків. Пізніше він пішов далі і прийняв Балдуїна в розподілу влади. У березні 1098 року, через місяць після приїзду Балдуїна, християнська юрба вбила Тороса і визнала його doux, візантійський титул, який використовував Торос. Позиція Балдуїна була особистою, а не інституційною, і вірменське управління містом залишалось на місці. Повіт Едеси, що зароджувався Балдуїном, складався з кишень, відокремлених від інших його володінь Турбеселя, Раванди та Самосати територією тюркських та вірменських воєначальників в Євфраті.

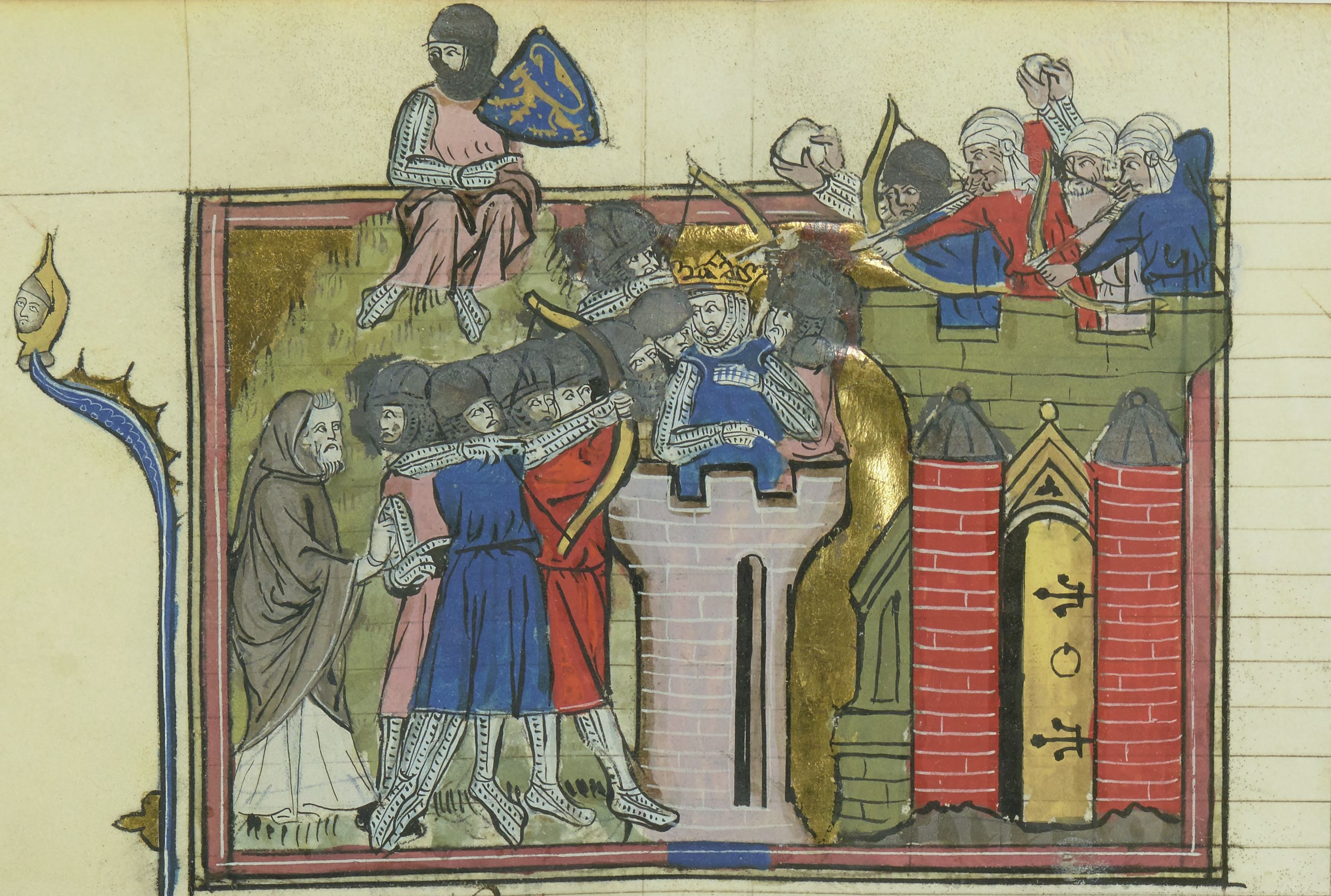
Годфрід Буйонський під час облоги Єрусалиму (від Романа де Годефруа де Буйона 14 століття)

Коли хрестоносці йшли до Антіохії, мусульмани-сирійці звернулись за допомогою до султана Баркіярука, але в іншому випадку він вступив у боротьбу за владу зі своїм братом Мухаммедом I Тапаром. В Антіохії Боемунд переконав інших лідерів, що місто має бути його, якщо він зможе захопити його, і Олексій не прийшов щоб забрати його. Олексій відступив, а не приєднався до облоги після дезертирства Стефана, граф Блуа сказав йому, що його поразка неминуча. У червні 1098 року Боемунд переконав командира вірменської башти-ренегата дозволити хрестоносцям увійти до міста, де вони зарізали мусульманських жителів і, помилково, деяких місцевих християн. Хрестоносці запропонували передати Антіохію візантійському імператору Олексію, як вони присягли в Константинополі. Коли пізніше вони дізналися про відступ Олексія, Боемунд заявив, що місто має належати йому. Інші лідери погодились, крім Раймунда, який підтримав візантійський союз. В результаті суперечки наступ зупинився на півночі Сирії. Хрестоносці усвідомили хаотичний стан мусульманської політики завдяки напрочуд частим дипломатичним відносинам з мусульманськими державами північної Сирії та Єгипту. Раймунд організував невелику експедицію, щоб підвищити свою репутацію і тихий відчай від затримки походу на Єрусалим. Він обійшов Шайзара, уникаючи ворожості, але обложив Акру, щоб примусити її правителів сплатити данину. За його відсутності Боемунд вигнав з Антіохії останні війська Раймунда і зміцнив своє правління в Антіохійському князівстві. Під тиском бідних франків, Годфрі та Роберта II, граф Фландрії неохоче приєднався до невдалої в результаті облоги Акри. Олексій попросив хрестоносців відкласти похід на Єрусалим, щоб візантійці могли допомогти. Підтримка Раймундом цієї стратегії посилила розкол між лідерами хрестових походів та пошкодила його репутацію серед звичайних хрестоносців.
Хрестоносці рушили вздовж узбережжя Середземного моря до Єрусалиму. 15 Липня 1099 року хрестоносці захопили місто після облоги, яка тривала трохи довше місяця. Тисячі мусульман та євреїв були вбиті, а ті що вижили були продані в рабство. Пропозиції щодо управління містом як церковною державою були відхилені. Раймунд відмовився від королівського титулу, стверджуючи, що лише Христос міг носити корону в Єрусалимі. Можливо, це могло відмовити більш популярного Годфріда Advocatus Sancti Sepulchri («Захисник Гробу Господнього»), коли його проголосили першим правителем франків Єрусалиму. У Західній Європі advocatus був мирянином, відповідальним за охорону та управління церковними маєтками. Заснування трьох держав-хрестоносців не сильно змінило політичну ситуацію в Леванті. Франкські правителі замінили місцевих воєначальників у містах, але широкомасштабна колонізація не послідувала, а нові завойовники не змінили традиційну організацію поселень та земельну власність у сільській місцевості. Лідери мусульман були вбиті або вимушені покинути цю територію, а місцеві, звиклі до правління добре організованих бойових груп, не створювали опір своїм новим правителям. Канонічне право західного християнства визнавало дійсними мирні договори та перемир'я між християнами та мусульманами. Франкські лицарі вважали тюркських воєначальників своїми побратимами зі звичними моральними цінностями, і це знайомство сприяло їх переговорам з мусульманськими лідерами. Завоювання міста часто супроводжувалося договором з сусідніми мусульманськими правителями, які, як правило, були змушені платити данину за мир. Держави хрестоносців мали особливе становище у свідомості західного християнства: багато католицьких феодалів були готові боротися за Святу Землю. В Анатолії лише менші групи озброєних паломників були відправлені для Утремерів.

### Консолідація (від 1099 до 1130)

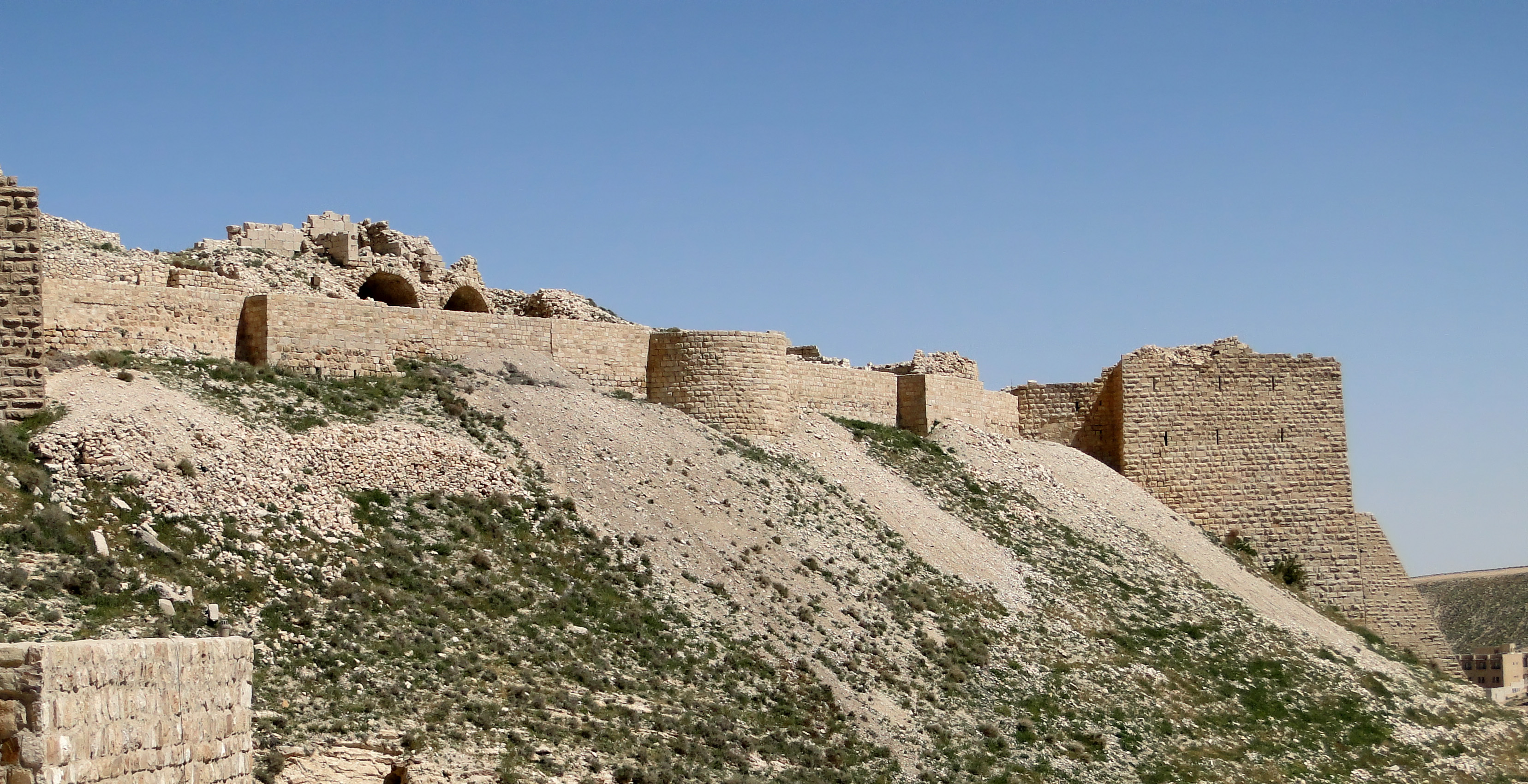
Замок Монреаль

Ворожнеча фатимідів з сельджуками здебільшого перешкоджала спільним мусульманським діям більше десяти років. Переважаючи своїх ворогів, франки залишались у вразливому становищі, але вони могли укласти тимчасові союзи зі своїми вірменськими, арабськими та тюркськими сусідами. Кожна держава хрестоносців мала своє стратегічну ціль протягом перших років свого існування. Єрусалим потребував безперешкодного доступу до берегів Середземного моря; Антіохія хотіла оволодіти Кілікією та територією вздовж верхньої течії річки Оронт ; Едеса прагнула контролювати долину Верхнього Євфрату. Наймогутніший сирійський правитель мусульман Тогтекін з Дамаску застосував практичний підхід у спілкуванні з франками. Його договори про створення дамасцено-єрусалимських кондомініумів (спільне правління) на обговорюваних територіях створили прецеденти для інших мусульманських лідерів.
У серпні 1099 року Годфрід переміг фатимидського візира Аль-Афдаля Шаханшаха в битві під Аскалоном. Коли Дагоберт Пізанський, папський легат, прибув у Левант зі 120 пізанськими кораблями, Годфрід отримав вкрай необхідну підтримку з боку флоту і в свою чергу сприяв обранню Дагоберта Єрусалимським патріархом, а також надавши йому частини Єрусалиму а пізанцям частину порту Яффо. Дагоберт відродив ідею створення церковного князівства і вимагав клятви вірності у Годфріда та Боемунда. Коли Годфрід помер у 1100 році, його нащадки зайняли вежу Давида, щоб забезпечити його спадщину його братові Балдуїну. Дагоберт і Танкред звернулися за допомогою до Боемунда проти Лотарінгів, але датчани захопили Боемунд під керівництвом Газі Гюмюштігіна, забезпечуючи північні марші Антіохії. Перед від'їздом до Єрусалима Балдуїн поступився Едесою своєму двоюрідному братові Балдуїну Буркському. Його приїзд зірвав плани Дагоберта, який на Різдво 1100 р. коронував Балдуїна першим латинським королем Єрусалима.  Виконуючи церемонію, Патріарх відмовився від своїх претензій на управління Святою Землею.
Танкред залишався непокірним Балдуїну, поки делегація Антіохії не запропонувала йому регентство в березні 1101 року. Він поступився королю Галілеї своїм князівством, але залишив за собою право повернути його у власність, якщо він повернеться з Антіохії протягом п'ятнадцяти місяців. Наступні два роки Танкред керував Антіохією і завоював Візантійську Кілікію та частини Сирії. Фатімідський халіфат неодноразово нападав на Єрусалим в 1101, 1102 і 1105 роках, востаннє в союзі з Тогтекіном. Балдуїн відбив їх і разом з генуезькими, венеційськими та норвезькими флотами завоював міста на узбережжі Палестини, за винятком Тіру та Аскалону. Раймунд заклав основи четвертої держави хрестоносців, Триполійського графства. Він захопив Тартус і Гібелет і встав у стін Триполі. Його двоюрідний брат Вільгельм II Йордан продовжив облогу після смерті Раймунда у 1105 році. Він був завершений у 1109 році, коли прибув син Раймунда, Бертран. Балдуїн уклав угоду, поділивши територію між ними, поки смерть Вільяма Джордана не об'єднала графства. Бертранд визнав сюзеренітет Балдуїна, незважаючи на те, що Вільям Джордан був васалом Танкреда.
Коли Боемунда звільнили за викуп у 1103 році, він компенсував Танкреду землями та подарунками. Балдуїн Буркський та його двоюрідний брат та васал Жоселін Куртене були схоплені під час нападу на Рідвана з Алеппо в Гаррані разом із Боемундом. Танкред припустив регентство Едеси. Візантійці скористалися цим і відвоювали Кілікію та взяли порт, але не цитадель Лаодікеї. Боемунд повернувся в Італію, щоб зібрати союзників та отримати запаси, Танкред взяв на себе керівництво в Антіохії, а його двоюрідний брат Річард Салерно зробив те саме в Едесі. У 1107 році Боемунд перетнув Адріатичне море і не зміг взяти в облогу Діррахіон на Балканському півострові. Отриманий в результаті Диявольський договір змусив Боемунда віддати Лаодікею та Кілікію Олексію, стати його васалом і відновити грецького патріарха Антіохії. Боемунд так і не повернувся. Він помер, залишивши неповнолітнього сина Боемунда II. Танкред продовжував бути регентом Антіохії і ігнорував договір. Син Річарда, Роджер із Салерно, став регентом після смерті Танкреда в 1112 році.
Падіння Триполі спонукало султана Мухаммеда Тапара призначити атабега (спадкоємець) Мосула Мавдуда вести джихад проти хрестоносців. У період між 1110 і 1113 роками Мавдуд здійснив чотири походи в Месопотамію та Сирію, але суперництво серед командувачів його неоднорідних армій змусило його відмовлятися від наступу. Оскільки Едеса була головним суперником Мосула, Мавдуд направив дві кампанії проти міста. Вони спричинили хаос, і східний регіон герцогства ніколи не міг відновитись. Сирійські мусульманські правителі розглядали втручання султана як загрозу їх автономії та співпрацювали з франками. Після вбивства Мавдуда, імовірно орденом Нізарітів, Мухаммад Тапар відправив дві армії до Сирії, але обидва походи не вдалися. Оскільки Алеппо залишався вразливим до нападів хрестоносців, керівники міста шукали зовнішнього захисту. Вони об'єдналися з авантюрними принцами Артукідами, Ілгазі та Балаком, які завдали європейцям найважливіших поразок між 1119 і 1124 роками, але рідко могли запобігти контр-вторгненням з боку держав хрестоносців.
У 1118 році Балдуїн Буркський заступив Балдуїна І в Єрусалимі, назвавши Йоселіна наступником в Едесі. Після того, як Роджер був вбитий у місті Ager Sanguinis ('Поле крові'), Балдуїн припустив регентство Антіохії щодо відсутнього Боемунда II. Громадська думка визначила серію катастроф, що зачепили Утремера, — поразки ворожими силами та знищення врожаю — як покарання за гріхи хрестоносців. Для поліпшення моральних норм єрусалимські церковні та світські лідери зібрали собор в Наблусі та прийняли канони проти перелюбу, содомії, бігамії та сексуальних стосунків між католиками та мусульманами. Пропозиція групи благочестивих лицарів про створення чернечого ордену для глибоко релігійних воїнів, ймовірно, була вперше обговорена під час Наблуського собору. Церковні керівники швидко підтримали ідею озброєних ченців, і протягом десятиліття було сформовано два військові ордени — тамплієрів та госпітальєрів. Оскільки Фатімідський халіфат більше не представляв великої загрози для Єрусалиму, але Антіохія та Едеса були вразливими до вторгнень, захист північних кордонів держав хрестоносців забирав більшу частину уваги Балдуїна II. Його відсутність, вплив на уряд та розміщення родичів та їхніх васалів на владних позиціях створили опозицію в Єрусалимі. Шістнадцятимісячний полон Балдуїна призвів до невдалої спроби деякими дворянами, при цьому фламандський граф Карл Добрий розглядав можливу заміну. Чарльз відхилив пропозицію.
У Балдуїна було чотири доньки. У 1126 році Боемунд досяг повноліття і одружився з другою за віком Алісою Антіохійською. Алеппо занурився в анархію, але Боемунд не зміг її використати через конфлікт з Жоселіном (герцог Галілеї). Новий атабег (спадкоємець) Мосула Імад ал-Дін Зенгі захопив Алеппо у 1128 році. Союз двох великих мусульманських центрів був особливо небезпечним для сусідньої Едеси, але це також хвилювало нового правителя Дамаска Тадж аль-Мулук Бурі. Старша дочка Балдуїна Мелісенда була його спадкоємцею. Він одружив її з Фульком Анжуйським, який мав широкі західні зв'язки, корисні королівству. Після приїзду Фулка Балдуїн зібрав великі сили для нападу на Дамаск. Ця сила включала керівників інших держав хрестоносців та значний контингент Анжевіна, забезпечений Фулком. Кампанія була залишена, коли фуражні партії франків були знищені, і негода зробила дороги непрохідними. У 1130 р. Боемунд був убитий під час рейдів у Кілікії, залишивши Алісу разом з донькою Констанцією. Балдуїн відмовив Алісі в контролі, замість цього відновив регентство до своєї смерті в 1131 р.

### Відродження мусульман (1131—174)
На смертному одрі Балдуїн назвав Фулка, Мелісенду та їх немовляти сина Балдуїна III спільні спадкоємці. Фулк мав намір скасувати цю угоду, але його фаворитизм щодо співвітчизників викликав сильне невдоволення в королівстві. У 1134 році він придушив повстання Х'ю II Яффського, родича Мелісенде, але все ще був змушений прийняти спільний спадок. Він також зірвав часті спроби його невістки Аліси прийняти регентство в Антіохії, включаючи союзи з Понами Триполі та Жоселіном II Едеси. Скориставшись ослабленим становищем Антіохії, Лео, вірменський правитель Кілікії, захопив Кілікійську рівнину. У 1133 році антіохійська знать попросила Фулка запропонувати чоловіка для Констанції, і він обрав Реймонда Поатьє, молодшого сина Вільгельма IX Аквітанського. Раймунд нарешті прибув до Антіохії через три роки і одружився з Констанцією. Він відвоював у Вірменії частини Кілікії. У 1137 році Понс був убитий в боротьбі з дамаскцями, а Зенгі вторгся в Триполі. Фулк втрутився, але війська Зенгі захопили наступника Понса Раймунда II, і обложив Фулька в прикордонному замку Монферран. Фулк здав замок і заплатив Зенгі 50 000 динарів за свободу його та Раймунда. Син і наступник імператора Олексія, Іоанн II Комнін, підтвердив візантійські претензії на Кілікію та Антіохію. Його військова кампанія змусила Раймунда Поатьє віддати належне і погодитись, що він здасть Антіохію в якості компенсації, якщо візантійці коли-небудь захоплять для нього Алеппо, Хомс і Шайзара. Наступного року візантійці та хрестоносці спільно взяли в облогу Алеппо та Шайзар, але не змогли взяти міста. Незабаром Зенгі захопив Хомса з Дамаскину, але коаліція Дамаска та Єрусалим зупинила його експансію на південь.

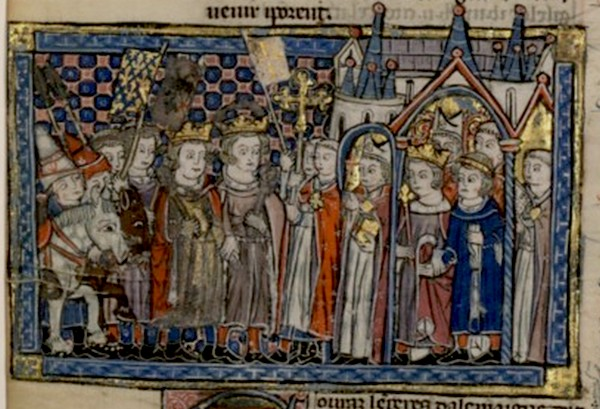
Королі Луї VIII і Конрад III зустрічає королеву Мелісенду та короля Балдуїна III в Акрі з кодексу 13 століття

Джоселін уклав союз з Артукідом Кара Арсланом, який був головним мусульманським суперником Зенгі у Верхній Месопотамії. Поки Джоселін перебував на захід від Євфрату в Турбесселі, Зенгі вторгся в утремерські землі на схід від річки наприкінці 1144 р. До кінця року він захопив регіон, включаючи місто Едесу. Втрата Едеси стратегічно загрожувала Антіохії та обмежувала можливості для єрусалимської експансії на півдні. У вересні 1146 р. На Зенгі було здійснено вбивство, можливо, за наказом Дамаска. Його імперія була розділена між його двома синами, а молодший Нур ад-Дін змінив його в Алеппо. Вакуум влади в Едесі дозволив Жоселіну повернутися в місто, але він не зміг взяти цитадель. Коли Нур ад-Дін прибув, хрестоносці потрапили в пастку, Жоселін втік, а наступний залишив місто спустошеним.
Падіння Едеси шокувало Захід, що спричинило найбільшу військову відповідь з часу Першого хрестового походу. Новий хрестовий похід складався з двох великих армій, очолюваних Францією Людовиком VIII та Конрадом III з Німеччини, які прибули в Акру у 1148 р. Складний похід значно скоротив сили двох правителів. На конференції керівництва, серед якої овдовіла Мелісенда та її син Балдуїн III, вони погодились напасти на Дамаск, а не намагатися відновити далеку Едесу. Напад на Дамаск закінчився принизливою поразкою і відступом. У наступні десятиліття з Європи на боротьбу за Святу Землю прийшло менше хрестоносців. Раймунд Пуатьє об'єднав зусилля з Нізарі та Жоселіном з Румом Сельджуків проти Алеппо. Нур ад-Дін вторгся в Антіохію, і Раймунд був розбитий і вбитий в Інабі в 1149 р. Наступного року Жоселін був схоплений і катований, а згодом помер. Беатріче Саонська, його дружина, за згодою Балдуїна продала рештки графства Едеса візантійцям. Вже 21 рік і прагнучи правити один, Балдуїн змусив Мелісенду піти у відставку в 1152 році. В Антіохії Констанція чинила опір тиску на повторний шлюб до 1153 року, коли вибрала своїм другим чоловіком французького дворянина Рейнальда з Шатійона.
З 1149 року всі халіфи Фатімідів були дітьми, і військові командири змагалися за владу. Аскалон, останній палестинський плацдарм Фатімідів, перешкоджав набігам Держав хрестоносців проти Єгипту, але Балдуїн захопив місто в 1153 році. Дамаск побоювався подальшої експансії хрестоносців, і Нур ад-Дін з легкістю захопив місто через рік. Він продовжував платити данину, яку колишні правителі Дамаска пропонували єрусалимським королям. Балдуїн обклав даниною і єгиптян. Рейнальду бракувало фінансових ресурсів. Він піддав тортурам латинського Антіохійського патріарха Еймера Ліможського, щоб привласнити його багатство, і напав на візантійських вірменських кілікійців. Коли імператор Мануїл I Комнін затримав сплату, Рейнальд пограбував Візантійський Кіпр. Тьєррі, граф Фландрії, приніс військові сили із Заходу для проведення компанії. Т'єррі, Балдуїн, Рейнальд і Реймонд III з Триполі напали на Шайзара. Балдуїн запропонував місто Тьєррі, який відмовився від вимог Рейнальда стати його васалом, і облога була припинена. Після того, як Нур ад-Дін захопив Шайзар в 1157 році, Нізаріти залишилися останньою незалежною мусульманською державою в Сирії. Оскільки перспективи нового хрестового походу з Заходу були слабкими, франки Єрусалиму прагнули до шлюбного союзу з візантійцями. Балдуїн одружився з племінницею Мануеля Теодорою і отримав значний посаг. За його згодою Мануель змусив Рейнальда прийняти візантійське правління.
Бездітний Балдуїн III помер у 1163. Його молодший брат Амалрік повинен був відмовитись від дружини Балдуїна Агнес Куртене на основі спорідненості до його коронації, але права їхніх двох дітей, Балдуїна IV та Сивілли, щоб успадкувати королівство, було підтверджено. Фатимідський халіфат був суперник візири, Шавар і Dirgham, і прагне шукати зовнішню підтримку. Це дало Амалріку та Нур ад-Діну можливість втрутитися. Амалрік здійснив п'ять вторгнень в Єгипет між 1163 і 1169 роками, востаннє співпрацюючи з візантійським флотом, але він не зміг встановити плацдарм. Нур ад-Дін призначив свого курдського генерала Ширкуха керувати військовими операціями в Єгипті. Тиждень до смерті Ширкуха в 1169 р. Хатиф Фатімідів Аль-Адід зробив його візиром. Його племінник Саладін, який знищів шиїтський халіфат, коли Аль-Адід помер у вересні 1171 р., Змінив Ширкуха. У березні 1171 р. Амалрік здійснив візит до Мануїла в Константинополі з метою отримати візантійську військову підтримку для чергового нападу на Єгипет. З цією метою він присягнув імператору перед поверненням до Єрусалиму, але конфлікти з Венецією та Сицилією завадили візантійцям проводити кампанії в Леванті. Теоретично Салах ад-Дін був генералом Нур ад-Діна, але взаємна недовіра заважала їхній співпраці проти хрестоносців. Коли Салах ад-Дін перерахував йому підозріло невеликі доходи, Нур ад-Дін почав збирати війська для нападу на Єгипет, але він помер у травні 1174 р. Він залишив 11-річного сина Ас-Саліха Ісмаїла аль-Маліка. За два місяці Амалрік помер. Його син і наступник Балдуїн IV, було 13 років і прокаженим.

### Занепад (з 1174 по 1188)
Приєднання неповнолітніх правителів призвело до роз'єднаності як в Єрусалимі, так і в мусульманській Сирії. В Єрусалимі сенешаль Майлз з Плансі взяв під свій контроль, але невідомі нападники вбили його на вулицях Акри. За згодою баронату двоюрідний брат Амалріка Реймонд III Триполі, прийняв регентство для Балдуїна IV як bailli. Він став наймогутнішим бароном, одружившись з Ещивою з Буреша, найбагатшою спадкоємицею королівства, та здобувши Галілею. Імперія Нур ад-Діна швидко розпалася. Його довірена особа- євнух Гюмюштекін вивіз Ас-Саліха з Дамаска в Алеппо. Суперник Гюмюштекіна Ібн аль-Мукаддам захопив Дамаск, але незабаром здав його Салах ад-Діну. До 1176 р. Салах ад-Дін возз'єднав більшу частину мусульманської Сирії шляхом війни проти Гюмюштекіна та родичів Ас-Саліха — Зенгідів. Того ж року імператор Мануель вторгся в султанат Рум, щоб відновити анатолійський паломницький шлях до Святої Землі. Його поразка на Міріокефалоні послабила утримання Візантії на Кілікії.
Підтримання балансу сил у Сирії було, мабуть, головною проблемою Раймунда під час його регентства. Коли Салах ад-Дін обложив Алеппо в 1174 році, Раймунд повів до міста армію допомоги; наступного року, коли об'єднана армія зенгідів вторглася в царство Салах ад-Діна, він підписав перемир'я з Саладіном. Гюмюштекін випустив Рейнальда з Шатійона і дядька по матері Балдуїна, Джошеліна III з Куртене, за великий викуп. Вони поспішили до Єрусалиму, і Рейнальд захопив Оултрейрдайна, одружившись на Стефанії Міллі. Оскільки Балдуїн, прокажений, не повинен був батьками дітей, шлюб його сестри повинен був бути укладений до його очікуваної неминучої передчасної смерті від хвороби. Його регент Раймунд обрав Вільгельма Монферратського за чоловіка Сибілли. Вільгельм був двоюрідним братом імператора Священної Римської імперії Фрідріха Барбароси і Людовика VII Франції. У 1176 році Балдуїн досяг 15 років, закінчивши регентство Раймунда. Він переглянув плани вторгнення в Єгипет і відновив пакт свого батька з візантійцями. Мануель відправив флот із 70 галер плюс допоміжні кораблі до Аутремера. Оскільки Вільям помер, а здоров'я Балдуїна погіршувалося, франки запропонували регентство та командування єгипетського вторгнення двоюрідному братові Балдуїну Філіпу I, графу Фландрії. Він хотів вільно повернутися до Фландрії і відхилив обидві пропозиції. Від плану вторгнення було відмовлено, і візантійський флот відплив до Константинополя.
Балдуїн вів перемовини про шлюб між Х'ю III, герцогом Бургундським, і Сівіллою, але криза спадкоємності у Франції завадила йому відплисти. Напруга між родичами Балдуїна по матері та по батькові зростала. Коли Раймунд і Боемунд, обидва споріднені з ним з боку батька, несподівано приїхали до Єрусалиму перед Великоднем в 1180 році, Балдуїн запанікував, побоюючись, що вони прибули, щоб скинути його з посади і підняти Сівіллу на трон під своїм контролем. Щоб зірвати їхній переворот, він санкціонував її шлюб із Гаєм Лузіньяном, молодим аристократом з Пуату. Брат Гая Еймері займав посаду констебля Єрусалима, і їх сім'я мала тісні зв'язки з Будинком Плантагенета. Мати Балдуїна та її кліка маргіналізували Раймунда, Боемунда та впливову сім'ю Ібелін. Для підготовки до військової кампанії проти сельджуків з Руму Салах ад-Дін уклав дворічне перемир'я з Балдуїном і, розпочавши коротку, але руйнівну кампанію вздовж узбережжя Триполі, з Раймундом. Вперше в історії франксько-мусульманських відносин франки не могли встановити умови для миру. Між 1180 і 1183 рр. Салах ад-Дін затвердив сюзеренітет над Артукідами, уклав мирний договір з румськими сельджуками, захопив Алеппо у Зенгідів і відновив єгипетський флот. Тим часом, після закінчення терміну перемир'я в 1182 році, Салах ад-Дін продемонстрував стратегічну перевагу, яку мав, утримуючи як Каїр, так і Дамаск. Поки він бився з Балдуїном в Оултреордайн, його війська з Сирії розграбували Галілею. Хрестоносці застосували оборонну тактику та зміцнили свої фортеці. У лютому 1183 року єрусалимська асамблея стягувала надзвичайний податок на фінансування оборони. Рейнальд був єдиним правителем франків, який проводив наступальну політику. Він напав на єгипетський караван і побудував флот для морського рейду до Червоного моря.
Вплив Візантії зменшився після смерті Мануеля у 1180 р. Боемунд відбив свою візантійську дружину Феодору і одружився з Сибілою, антіохійською дворянкою з поганою репутацією. Патріарх Емері відлучив його від церкви, а антіохійські дворяни, які виступали проти шлюбу, втекли до кілікійського вірменського князя Рубена III. Салах ад-Дін уклав перемир'я з Боемундом і підготувався до вторгнення в Єрусалим, де Гі взяв командування обороною. Коли Салах ад-Дін вторгся в Галілею, Утремери відповіли тим, що Вільгельм Тирський описав у своєму літописі як найбільшу армію яку він бачив за все своє життя, але армія уникнула битви. Після днів жорстоких сутичок Салах ад-Дін відійшов до Дамаску. Балдуїн звільнив Гая з посади bailli, мабуть, тому, що Гі виявився нездатним подолати фракціоналізм в армії. У листопаді 1183 року Балдуїн зробив п'ятирічного пасинка Гая, якого також називають Балдуїном, співправителем, і він коронував його королем під час спроби анулювати шлюб Гая і Сівілли. Гі і Сівілла втекли до Аскалона, і його прихильники марно втручалися від їх імені в загальну раду. Посольство в Європі отримало грошову, але не військову підтримку. Вже вмирає, Балдуїн IV призначив Раймунда bailli протягом 10 років, але звинуватив Джосчеліна в хворому Балдуїні Опіка V. Оскільки не було єдиної думки щодо того, що має статися, якщо король загине, папа, імператор Священної Римської імперії, королі Франції та Англії повинні вирішити, чи матиме мати Сибілла чи її зведена сестра Ізабелла сильніші претензії на престол. Боемунд перебував у Акрі приблизно в цей час, нібито тому, що Балдуїн IV хотів забезпечити підтримку Боемунда для його рішень про правонаступництво. Ще в Антіохії Боемунд викрав Рубіна Кілікійського і змусив його стати його васалом.

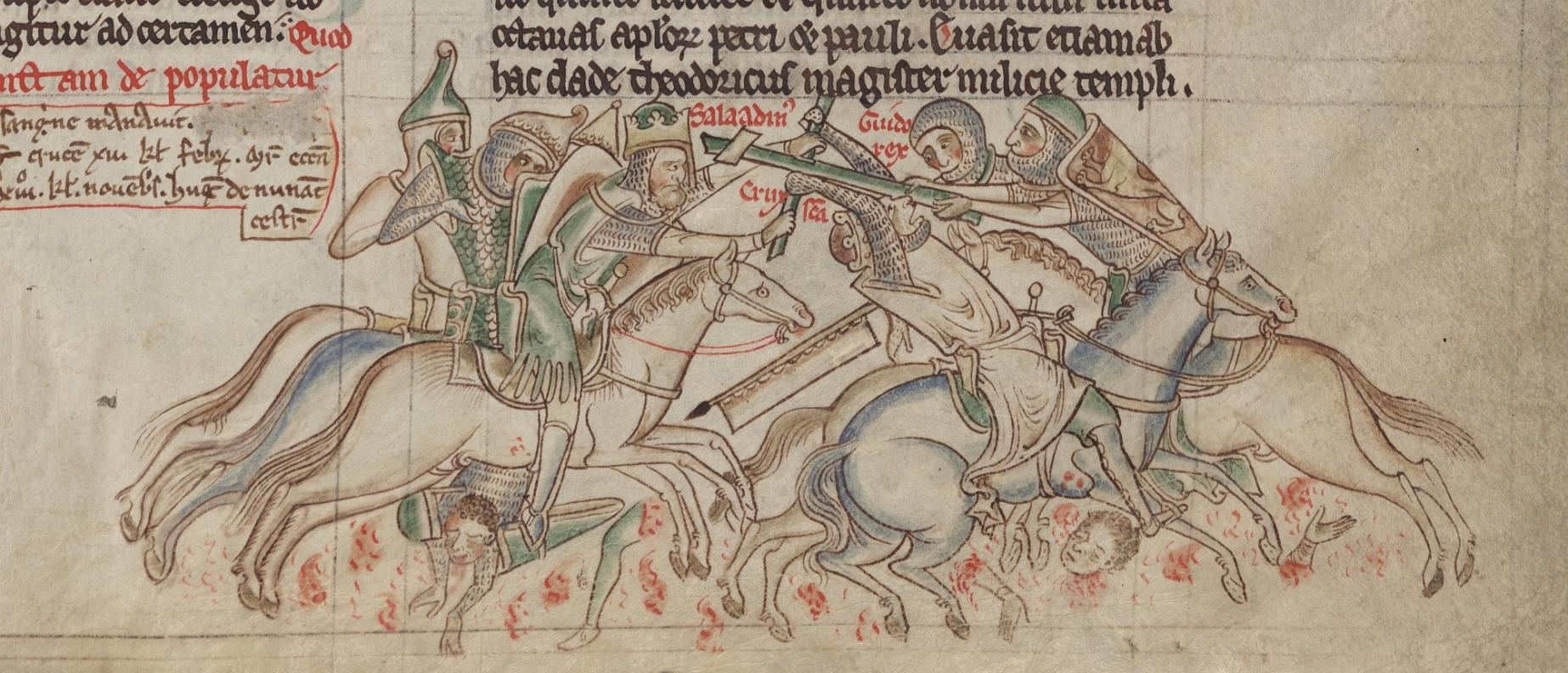
Салах ад-Дін і Гі б'ються (з рукопису хроніки Метью Періса 13 століття)

Салах ад-Дін підписав чотирирічне перемир'я з Єрусалимом і напав на Мосул. Він не зміг захопити місто, але виголосив присягу на вірність у правителя зенгідів Мосула Ізз аль-Діна Масуда в березні 1186 р. Через кілька місяців Балдуїн V помер, і в Єрусалимі розпочалася боротьба за владу. Раймунд скликав баронів до Наблуса на загальну раду. За його відсутності прихильники Сибілли на чолі з Жоселіном та Рейнальдом взяли під повний контроль Єрусалим, Акко та Бейрут. Патріарх Єрусалим Іраклій коронував її королеву і призначив Гая своїм правителем. Барони, що збиралися в Наблусі, запропонували корону чоловікові Ізабелли Хамфрі IV з Торона, але він підкорився Сибіллі, щоб уникнути громадянської війни. Після його дезертирства всі барони, крім Балдуїна Ібелінського і Раймунда, присягнули на вірність королівській парі. Балдуїн пішов у вигнання, а Раймунд уклав союз із Саладіном. Рейнальд захопив ще один караван, який порушив перемир'я і спонукав Салах ад-Діна зібрати свої сили для джихаду. Раймунд дозволив мусульманським військам пройти через Галілею, щоб здійснити набіг близ Акри. Шок від поразки утремерів у битві при Крессоні призвів його до примирення з Гаєм.
Тепер Гі зібрав великі сили, виділивши всі наявні ресурси свого королівства. Керівництво розділилося що до тактики. Рейнальд закликав до наступу, в той час як Раймунд запропонував оборонну обережність, хоча Салах ад-Дін обкладав його замок у Тверії. Гі вирішив розібратися з облогою. Похід до Тверії був важким, і війська Салах ад-Діна 4 листопада розгромили виснажену армію франків біля рогів Хаттіна Липень 1187. Хаттін став масовою поразкою для хрестоносців. Майже всі головні франкські лідери потрапили в полон, але стратили лише Рейнальда та озброєних ченців військових орденів. Раймунд був серед небагатьох франкських лідерів, які врятувались ві полоні. Він тяжко захворів, діставшись Триполі. За кілька місяців після Хаттіна Салах ад-Дін підкорив майже все королівство. Місто Єрусалим капітулювало 2 жовтня 1187 р. Після завоювання не було погромів, але десятки тисяч християн стали рабами. Ті, хто міг домовитись про вільний проїзд або був викуплений, збиралися до Тіру, Триполі чи Антіохії. Конрад Монферратський командував обороною Тіру. Він був братом Вільяма і прибув лише через кілька днів після Хаттіна. Бездітний Раймунд помер, а молодший син Боемунда, якого також називають Боемунд, прийняв владу в Триполі. Після того, як звістка про руйнівну поразку франків під Хаттіном дійшла до Італії, папа Григорій VIII закликав до нового хрестового походу. Пристрасні проповіді підняли релігійний запал, і цілком ймовірно, що більше людей склало хрестоносцівську присягу, ніж під час вербування до попередніх хрестових походів.
Погана погода та зростаюче невдоволення військ змусили Салах ад-Діна відмовитись від облоги Тиру і дозволити своїм людям повернутися в Ірак, Сирію та Єгипет на початку 1188 р. У травні Салах ад-Дін звернув свою увагу на Триполі та Антіохію. Прибуття Вільгельма II з флотом Сицилії врятувало Триполі. Салах ад-Дін звільнив Гі за умови, що той поїде за океан і ніколи не підніме зброю проти нього. Історик Томас Есбрідж припускає, що Саладін, ймовірно, передбачав, що боротьба за владу між Гі і Конрадом була неминучою і це могло послабити франків. Дійсно, Гі не вдалося виїхати до Європи. У жовтні Боемунд попросив Салах ад-Діна про перемир'я на сім місяців, пропонуючи здати місто Антіохію, якщо допомога не надійде. Біограф Салах ад-Діна Алі ібн аль-Атір після того, як заморили франкські замки, писав, що «мусульмани отримали все — від Айли до найдальших районів Бейруту, лише не контролуючи Тир, а також всі залежні Антіохії землі, від Аль-Кусайра».

### Відновлення та громадянська війна (з 1189 по 1243)

Землі Хрестоносці після завоювань Салах ад-Діна та перед Третього хрестового походу

Гі де Лузіньян, його брат Еймері, і Жерар де Рідефор, великий магістр тамплієрів, зібрали в Антіохії близько 600 лицарів. Вони підійшли до Тиру, але Конрад Монферратський відмовив їм у в'їзді, переконаний, що Гі втратив своє право керувати, коли Салах ад-Дін завоював його королівство. Гі та його товариші знали, що незабаром прибудуть західні хрестоносці, і в серпні 1189 р. Ризикнули рухаючись на Акру. До них приєдналися групи хрестоносців з багатьох частин Європи. Їх тактика здивувала Салах ад-Діна і завадила йому відновити вторгнення в Антиохію. Три великі армії хрестоносців вирушили до Святої Землі в 1189—1190 роках. Хрестовий похід Фрідріха Барбароси раптово закінчився в червні 1190 р., коли він втопився в річці Салеф в Анатолії. До Палестини дійшли лише залишки його армії. Король Франції Філіп II висадився в Акрі в квітні 1191 р., А король Англії Річард I прибув в травні. Під час свого плавання Річард захопив Кіпр у самопроголошеного імператора острова Ісаака Комніна. Гі і Конрад помирились, але їхній конфлікт відновився, коли Сибілла Єрусалимська та її дві дочки від Гі де Лізіньяна загинули. Конрад одружився з  Ізабеллою, зведеною сестрою Сибілли та спадкоємицею.
Після виснажливої облоги, мусульманський гарнізон здав Акру, і Філіп, і велика частина французької армії повернувся до Європи. Річард провів хрестовий похід до перемоги під Арзуфом, захопивши Яффу, Аскалон і Дарум. Внутрішній розлад змусив Річарда покинути Гі і погодитись право влади королівством Конрадом. Гі отримав компенсацію за володіння Кіпром. У квітні 1192 року Конрада було вбито в Тирі. За тиждень овдовіла Ізабелла стала дружиною Генріха, графа Шампанського. Салах ад-Дін не ризикував поразкою в битві, і Річард побоювався виснажливого маршу через посушливі землі до Єрусалиму. Оскільки він захворів і йому потрібно було повернутися додому, щоб стежити за своїми справами, у вересні 1192 р. було укладено трирічне перемир'я. Франки тримали землю між Тиром і Яффою, але демонтували фортецю Аскалон; Християнські паломництва до Єрусалиму були дозволені. Довіра франків до перемир'я була не високою. У квітні 1193 р. Джофруа де Донжон, голова лицарів госпітальєрів, написав у листі: "Ми точно знаємо, що після втрати землі спадщину Христа не можна буде легко повернути. Земля, яку християни тримали під час перемир'я, залишається практично незаселеною. Стратегічне становище франків не обов'язково було згубним: вони тримали прибережні міста, а їхні кордони скорочувались. Їх анклави є незначною загрозу для імперії Аюбідів у порівнянні з Артукідами, Зенгидс, сельджуків Рума, Кілікійських вірмен або грузин на півночі. Після смерті Салах ад-Діна в березні 1193 року ніхто з його синів не міг взяти на себе владу над своїми родичами Айюбідів, і династична міжусобиця тривала майже десять років. Айюбіди домовились про постійне перемир'я з франками та запропонували територіальні поступки для збереження миру.

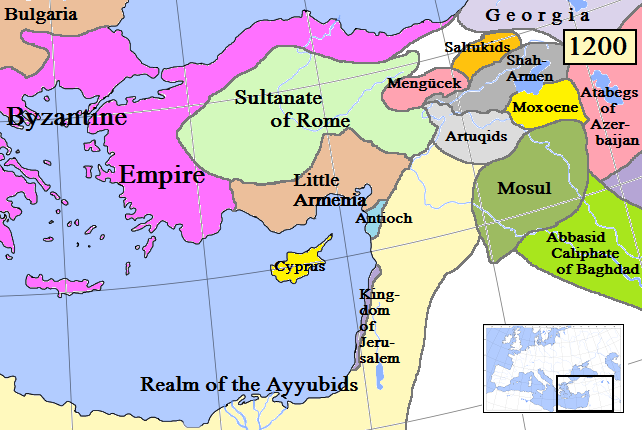
Карта Малої Вірменії 1200 р

Боемунд III Антіохійський не включив свого непокірного вірменського васала Кілікія Лева до свого перемир'я з Салах ад-Діном в 1192. Лео був Рубеним третім братом. Коли Рубен помер, Лео замінив свою дочку та спадкоємицю Алісу. У 1191 році Салах ад-Дін відмовився від трирічної окупації північно-сирійського замку Баграс, і Лев захопив його, ігноруючи претензії тамплієрів і Боемунда. У 1194 році Боемунд прийняв запрошення Лео обговорити повернення Баграса, але Лео ув'язнив його, вимагаючи Антіохію за його звільнення. Грецьке населення та італійська громада відкинули вірмен і створили комуну під керівництвом старшого сина Боемунда Раймунда. Богемдона звільнили, коли він відмовився від своїх претензій на Кілікію, втративши Баграса та одруживши Раймона з Алісою. Будь-який спадкоємець чоловіка цього шлюбу повинен був бути спадкоємцем Антіохії та Вірменії. Коли Раймунд помер у 1197 році, Боемунд відправив посмертного сина Аліси та Раймуна Раймунда-Рубена до Кілікії. Молодший брат Реймунда Боемунд IV прибув в Антіохію, і комуна визнала його спадкоємцем їх батька. У вересні 1197 року Генріх Шампанський помер, випавши з вікна палацу в новій столиці королівства Акрі. Овдовіла Ізабелла стала дружиною Емері де Лузіньяна, який замінив Гі на Кіпрі. Амбітний брат Салах ад-Діна Аль-Адиль I возз'єднав Єгипет і Дамаск к 1200 р. Він продовжив перемир'я з франками та посилив комерційні контакти з Венецією та Пізою. Боемунд III помер у 1201 р. Антіохійська комуна відновила свою відданість Боемунду IV, хоча кілька дворян відчували себе змушеними підтримати Раймунда-Рубена і приєдналися до нього в Кілікії. Лев Кілікійський розпочав серію військових кампаній, щоб відстояти претензії Раймунда-Рубена на Антіохію. Боемунд уклав союзи з сином Салах ад-Діна, Аз-Захіром Газі з Алеппо, і з Сулейманом II, султаном Рума. Оскільки ні Боемунд, ні Лев не змогли зібрати достатньо військ, щоб захистити свою триполійську або кілікійську глибину від вторгнення ворогів чи непокірних аристократів та одночасно закріпити за собою Антіохію, війна за спадщину Антіохії тривала більше десяти років.
Франки знали, що не зможуть повернути собі Святу Землю, не завоювавши Єгипет. Лідери Четвертого хрестового походу планували вторгнення до Єгипту, але замість цього розгромили Константинополь. Еймері та Ізабелла померли в 1205 році. Дочка Ізабелли від Конрада, Марія Монферратська, досягла успіху, а зведений брат Ізабелли, сеньйор Арзуфа Жан д'Ібелін, став регентом. Регентство закінчилося одруженням Марії в 1210 році з Жаном Бріеннським, французьким феодалом і досвідченим солдатом. Після її смерті через два роки Жан був регентом дочки Ізабелли II. Він брав участь у військовій кампанії проти Кілікії, але це не зашкодило могутності Луо. Лев і Раймунд-Рубен виснажили Антіохію руйнівними набігами і зайняли місто у 1216 році. Раймунд-Рубен був призначений принцом, а Лев відновив Баграса тамплієрам. Раймунд-Рубен не міг заплатити за вірність аристократів у своєму збіднілому князівстві, і Боемунд повернув Антіохію за місцевої підтримки в 1219 р. Особиста унія між Антіохією і Триполі виявилася тривалою, але насправді обидві держави хрестоносців розпалися на невеликі міста-держави. Раймунд-Рубен втік до Кілікії, шукаючи підтримки Лео, і коли Лео помер у травні, спробував завоювати трон проти немовляти дочки Лео Ізабелли.
Жан Брієнський був лідером збірного хрестового походу, але очікувалось що Фрідріх II, правитель Німеччини та Сицилії, візьме під свій контроль приїзд; папський легат, кардинал Пелагій, контролював фінанси із заходу. Хрестоносці вторглися в Єгипет і захопили Даміетту в листопаді 1219 р. Новий султан Єгипту Аль-Каміл неодноразово пропонував повернути Єрусалим і Святу Землю в обмін на вихід хрестоносців. Його здатність реалізувати свої пропозиції щодо перемир'я була сумнівною для того, щоб його брат Аль-Муаззам Іса правив Святою Землею. Хрестоносці знали, що їх утримання на цій території не буде надійним, доки замки в Оултрехурдаїні залишатимуться в руках мусульман. Пророцтва про їх неминучу перемогу поширилися в їх таборі, і пропозиція Аль-Аділа була відхилена. Після двадцяти одного місяця тупикової ситуації хрестоносці здійснили похід на Каїр, перш ніж опинилися в пастці між розливом Нілу та єгипетською армією. Хрестоносці здали Дам'єту в обмін на безпечне повернення, закінчивши хрестовий похід. Перебуваючи в Даміетті, кардинал Пелагій відправив підкріплення до Раймунда-Рубена в Кілікії, але Костянтин Баберонський, який був регентом кілікійської королеви, діяв швидко. Він захопив Раймунда-Рубена, який помер у в'язниці. Королева була одружена з сином Боемунда, Філіпом, щоб закріпити союз між Кілікією та Антіохією. Ворожнеча між двома народами знову спалахнула після того, як знехтувані вірменські аристократи вбили Філіпа наприкінці 1224 року. Союз між вірменами та його колишніми союзниками Айюбідами в Алеппо зірвав спроби Боемунда помститися.

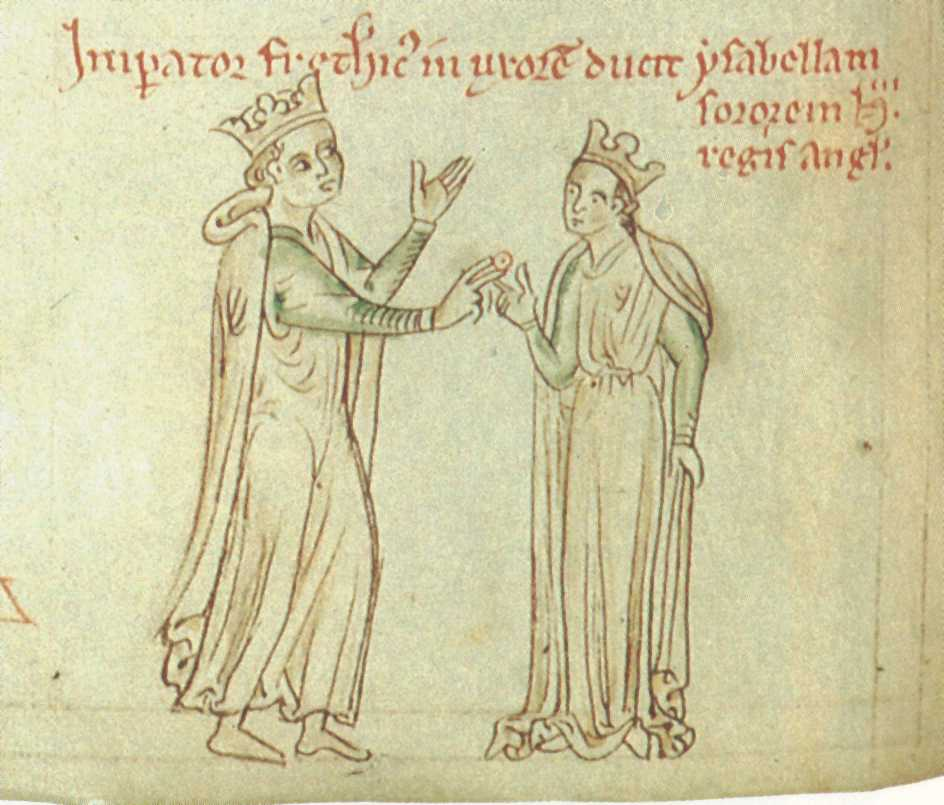
Рукопис 13-го століття про шлюб Фрідріха та Ізабелли

Фредерік поновив свою хрестоносцівську присягу на своїй імператорській коронації в Римі у 1220 році. Він не приєднався до єгипетського хрестового походу, але відновив переговори з Аль-Аділом щодо міста Єрусалима. У 1225 році Фрідріх одружився з Ізабеллою II і прийняв титул короля Єрусалима. Через два роки Аль-Аділ пообіцяв залишити всі завойовані Салах ад-Діном землі в обмін на підтримку франками Аль-Муаззама. Епідемія перешкодила відходу Фрідріха на хрестовий похід, а Папа Григорій IX відлучив його від церкви за те, що він неодноразово порушував присягу. У квітні 1228 року Ізабелла померла після народження Конрада. Не прагнучи примирення з Папою, Фрідріх відплив у хрестовий похід. Спроби конфіскувати баронські феоди привели його до конфлікту з франкськими аристократами. Оскільки Аль-Муаззам помер, Фрідріх максимально використав свої дипломатичні навички, щоб частково здійснити попередню обіцянку Аль-Аділа. Вони підписали перемир'я на десять років, десять місяців і десять днів (максимальний термін для мирного договору між мусульманами та християнами, згідно з мусульманським звичаєм). Він відновив Єрусалим, Вифлеєм, Назарет та Сідон франкам, надавши мусульманам Храмову гору. Утремери не були задоволені цим договором, оскільки було сумнівно, чи можна його захищати. Фрідріх виїхав до Італії в травні 1229 р. І більше не повернувся. Він відправив Річарда Філангієрі з армією правити Єрусалимським королівством як його bailli. Ібеліни відмовили Фрідріху в праві призначити його генералом, не порадившись з баронами, і Аутремер поринув у громадянську війну, відому як Війна лангобардів. Філангієрі окупував Бейрут і Тир, але Ібеліни та їх союзники твердо тримали Акру і створили комуну для захисту своїх інтересів. Папа Григорій IX закликав до нового хрестового походу, готуючись до закінчення строку перемир'я. Між 1239 і 1241 роками багаті французькі та англійські дворяни, такі як Теобальд I Наварський та Річард Корнуольський, вели окремі військові походи на Святу Землю. Вони дотримувались тактики сильної дипломатії Фредеріка і розігрували ворогуючі фракції одна проти одної в суперечках про спадкоємство, що відбулися після смерті Аль-Каміля. Договір Річарда з сином Аль-Каміля Ас-Саліхом Айюбом відновив більшість земель на захід від річки Йордан франкам. Конрад досяг повноліття у 1243 році, але не зумів відвідати Аутремер. Аргументуючи, що спадкоємець Конрада має право керувати у його відсутність, єрусалимські барони обрали регентом тітку по матері, Алісу Шампанську. Того ж року вони захопили Тир, останній центр влади Фрідріха в королівстві.

### Знищення мамелюками (1244—1291)
Експансія Монгольської імперії на захід досягла Близького Сходу, коли монголи завоювали Імперію хорезмійців в Центральній Азії в 1227 році. Частина армії Хорезму втекла до Східної Анатолії, і ці безтурботні тюркські солдати пропонували свої послуги сусіднім правителям за зарплату. Західні християни розглядали монголів як потенційних союзників проти мусульман, оскільки деякі монгольські племена дотримувались несторіанського християнства. Насправді більшість монголів були язичниками, які твердо вірили у божественне право свого Великого хана на загальне правління, і вони вимагали безумовного підпорядкування як християн, так і мусульман. Ас-Саліх Айюб найняв хваразмійців і розташував нових мамелюків в Єгипті, настороживши свого дядька Ас-Саліха Ісмаїла, еміра Дамаска. Ісмаїл купив союз франків обіцянкою відновити «всі землі, які Салах ад-Дін відвоював». Католицькі священики заволоділи Куполом Скелі, але в липні 1244 року хорезмійці, що втікали від монголів до Єгипту, несподівано розграбували Єрусалим. Франки зібрали всі наявні війська і приєдналися до Ісмаїла поблизу сектора Газа, але хорезмійці разом з єгиптянами розгромили коаліцію франків і дамаскців під Ла Форбі 18 Жовтень. Мало франків втекло з поля бою. Ас-Салах захопив більшість материкової території хрестоносців, обмеживши франків кількома прибережними містами. Французький король Людовик IX розпочав невдалий хрестовий похід проти Єгипту у 1249 році. Він був захоплений поблизу Дам'єти з рештками своєї армії і викуплений через кілька днів після того, як мамелюки Бахрі взяли владу в Єгипті через вбивство сина Ас-Саліха Аль- Муазам Тураншах у травні 1250 р. Людовік провів ще чотири роки в Аутремері. Як ефективний правитель королівства, він вів переговори як із сирійськими аюбідами, так і з єгипетськими мамелюками та реформував прибережні міста. Він послав посольство з Акри до великого хана Гуюка, пропонуючи монголам антимусульманський союз.

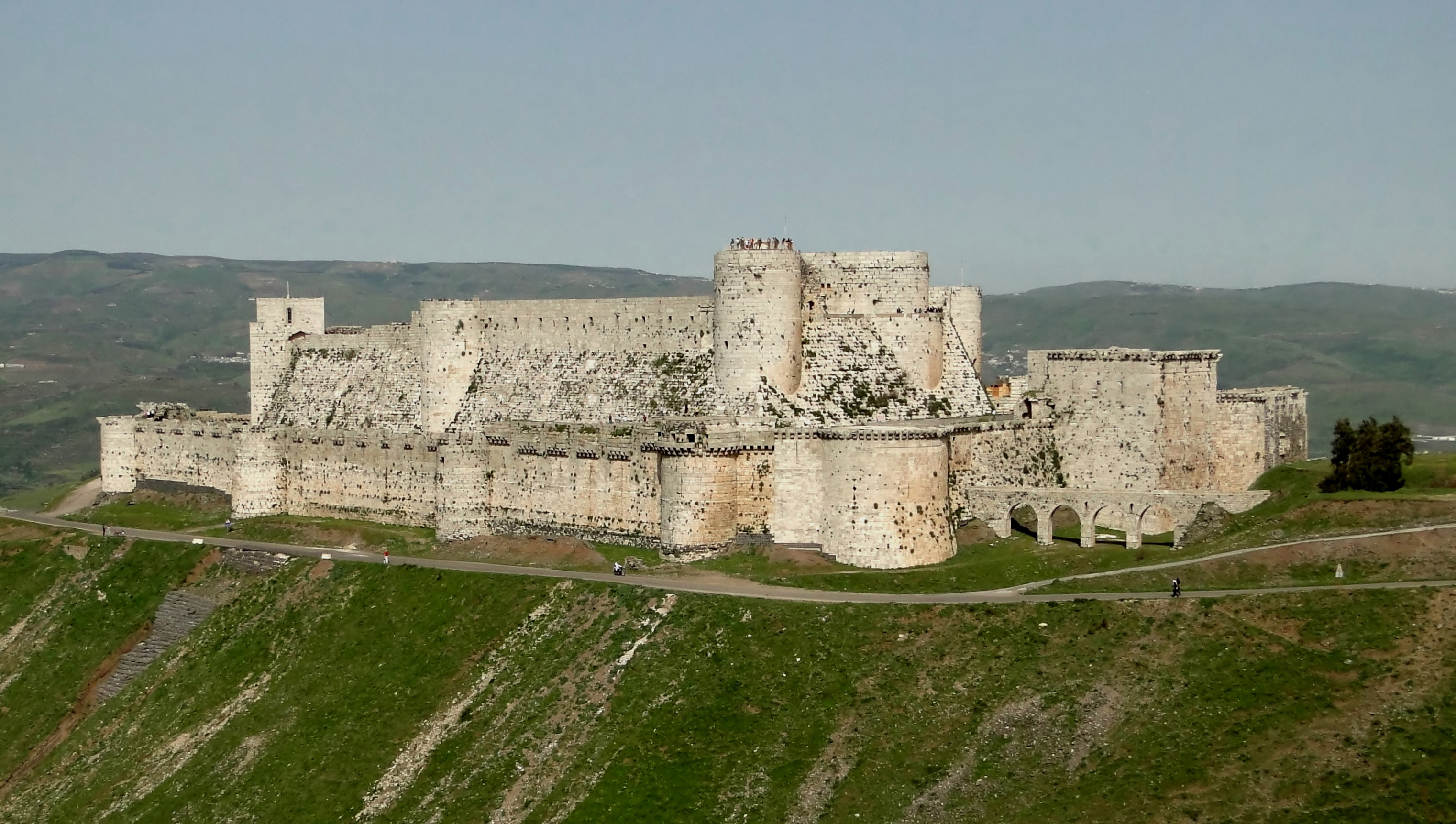
Крак де Шевальє

Міжусобиця між кандидатами в регенти та комерційними конфліктами між Венецією та Генуєю призвела до нової громадянської війни в 1256 році, відомої як війна Святого Сави. Конфлікт між про-венеційським Боемундом VI з його про-генуезькими васалами Ембріако, що володіли Біблом поширив цю війну також в Триполі та Антіохії. У 1258 р. ільхан Хулагу, молодший брат великого хана Мунке, розграбував Багдад і покінчив з халіфатом Аббасидів. Через два роки Хетум з Кілікії та Боемунд VI об'єднав зусилля з монголами в нападі на Алеппо, коли Боемунд підпалив його мечеть, і під час завоювання північної Сирії. Монголи емансипували християн від їхніх dhimmi статус, а місцеве християнське населення співпрацювало із завойовниками. Єрусалим залишився нейтральним, коли єгипетські мамелюки перейшли до протистояння монголам коли значна частина сил Хулагу повернулась на схід після смерті Мунке, щоб узяти участь в розподілі монгольської спадщини. Мамелюки розгромили сильно зменшену монгольську армію в битві під Айн-Джалутом. Після повернення переможців до Єгипту, мамелюцького султана Кутуза було вбито і замінено на переможця монгольської армії полководця Байбарса. Байбарс відродив імперію Салах ад-Діна, об'єднавши Єгипет і Сирію, і затримав Хулагу в союзі з монголами Золотої Орди. Він реформував управління в Єгипті, надавши владу елітним мамелюкам. Франки не мали військової спроможності протистояти цій новій загрозі. Монгольський гарнізон знаходився в Антіохії, і окремі франкські барони уклали окремі перемир'я з Байбарсом. Він твердо вирішив завоювати залишки держави хрестоносців. Він захопив Кесарію і Арзуф в 1265 р. і Цфат в 1266 р., а в 1268 році розграбував Антіохію. Яффа здалася, а Бейбарс послабив військові порядки, захопивши замки Крак де Шевальє і Монфор, перш ніж повернути свою увагу до монголів Ільханату до кінця його життя. Погроми франків та корінних християн регулярно слідували за завоюванням мамелюків.
У 1268 році новий сицилійський король Карл I Анжуйський після перемоги в Тальякоццо стратив в Неаполі Конрадіна, титульного короля Єрусалиму. Ізабелла Праправнук І король Кіпру Гуго III та її внучка Марія Антіохійська оскаржили правонаступництво. Барони віддали перевагу Гуго, але в 1277 році Марія продала свої вимоги Карлу. Він відправив Роджера з Сан-Северино виступати в ролі бальї. За підтримки тамплієрів він заблокував Г'ю доступ до Акри, змусивши його відступити на Кіпр, залишивши королівство знову без монарха-резидента. Монголи Ільханату направили посольства до Європи, пропонуючи антимамелюцькі союзи, але великі західні правителі неохоче розпочали новий хрестовий похід на Святу Землю. Війна Сицилійської вечірні послабила позиції Карла на заході. Після його смерті в 1285 р. Генріх II Кіпрський був визнаний номінальним королем Єрусалиму, але королівство насправді було мозаїкою автономних лордів, деякі під керівництвом мамелюцького сюзеренітету. У 1285 р. смерть войовничого ільхана Абака разом з війнам морських республік Генуї, Пізи та Венеції між собою, що позбавило хрестоносців їх головного джерела флоту, надали мамелюцькому султану Аль-Мансуру Калавуну зручну можливість остаточно вигнати франків з узбережжя Палестини. У 1289 р. він захопив у генуезців  Триполі, поневоливши або вбивши усіх мешканців міста. У 1290 році італійські хрестоносці порушили перемир'я з Єрусалимом, убивши мусульманських торговців в Акрі. Смерть Калавуна не завадила успішній облозі міста мамелюками у 1291 році. Тих, хто зміг втекти на кораблях на Кіпр, вбили або продали в рабство. Не маючи надії на підтримку з Європи, міста Тира, Бейрут і Сідон здалися без бою. Політика мамелюків полягала в тому, щоб знищити всі речові докази перебування франків, а руйнування портів і укріплених міст розірвало історію прибережної міської цивілізації, що сягає корінням в античність.

## Монархія
Головним завданням єрусалимського короля було керування феодального війська під час майже постійної війни в перші десятиліття 12-го століття. Вірність його послідовників була винагороджена міськими доходами. Завдяки цьому область перших п'яти правителів була більшою, ніж об'єднані володіння дворянства. Ці єрусалимські царі мали більшу внутрішню владу, ніж порівняльні західні монархи, але їм не вистачало персоналу та адміністративних систем, необхідних для управління такою великою сферою.

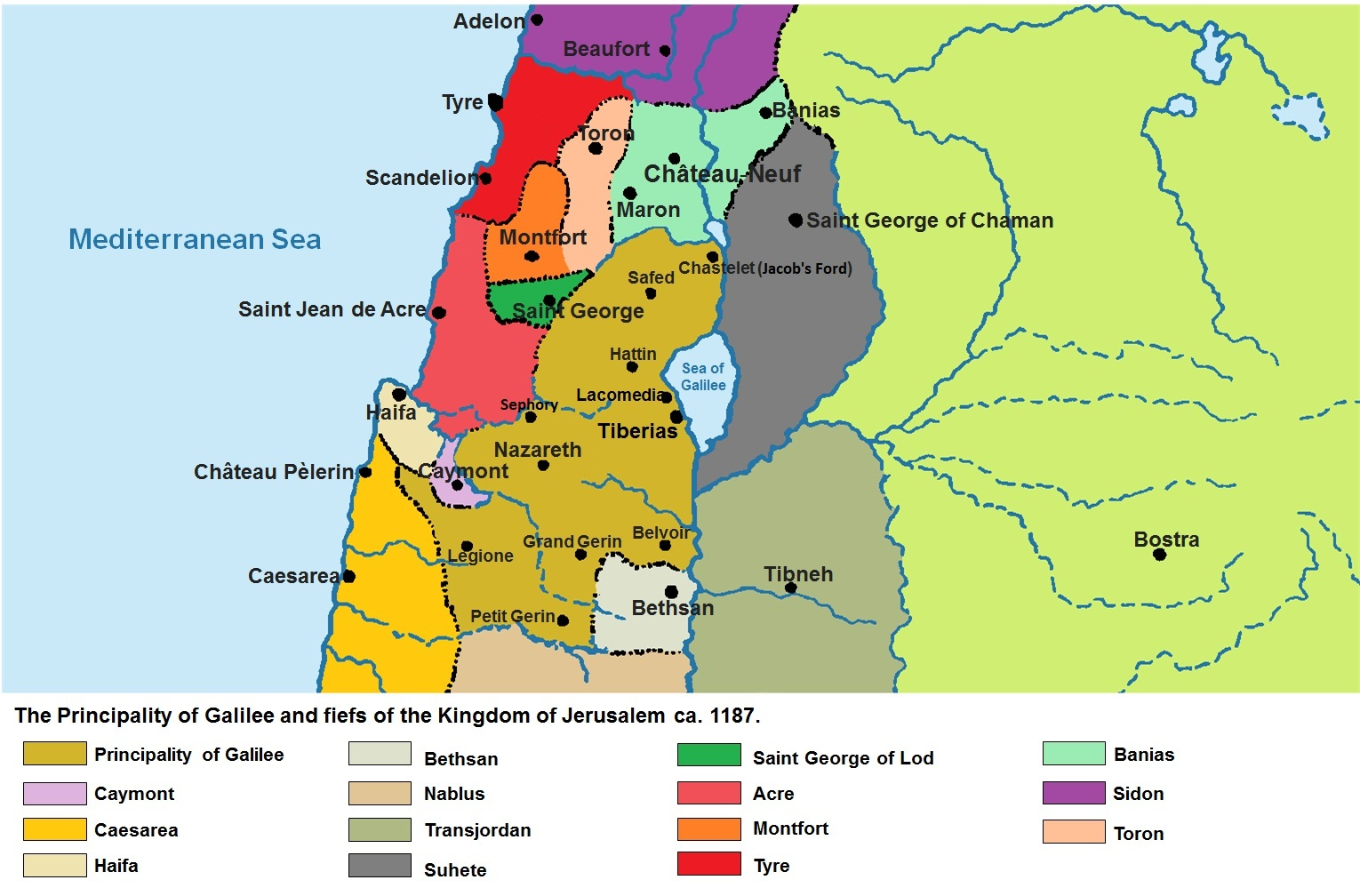
Феоди єрусалимського Короля в 1187 році

У другій чверті століття такі лорди, як Рейнальд Шатійонський, лорд Оултреордайна, і Реймонд III, граф Триполі, принц Галілеї, заснували баронські династії і часто виступали в ролі автономних правителів. Королівські повноваження були ліквідовані, а управління здійснювалося в межах феодів. Залишийся центральний контроль здійснювалися в Високому суді або Haute Cour, який також була відома на латині як Curia generalis та Curia regis, або простою мовою французької мови як parlement. Ці зустрічі відбувались між королем та головними феодалами. Обов'язок васала давати раду перетворився на привілей, і тоді легітимність монарха залежала від згоди суду. Високий суд був прямими васалами великих баронів і короля. У ньому був кворум короля та трьох головних орендарів. У 1162 р. assise sur la ligece (приблизно, «Присвоєння поваги») розширив склад суду до всіх 600 або більше власників феодальних власників. Ті, хто прямо вшановував короля, стали членами Haute Cour. До кінця 12-го століття, до них приєдналися керівники військових орденів і в 13 ст століття італійські комуни. Керівники Третього хрестового походу ігнорували монархію. Королі Англії та Франції домовились про поділ майбутніх завоювань, ніби не було потреби розглядати місцеву знать. Правер відчув слабкість корони в Єрусалимі, продемонстрував швидке піднесення трону Конраду Монферратському в 1190 році, а потім Генрі II, граф Шампані, в 1192 році, хоча це набрало законної сили Балдуїном IV буде зазначати, якщо Балдуїн V помер неповнолітній, папа, королі Англії та Франції, і імператор Священної Римської імперії вирішив правонаступництво.
 
До поразки Хаттіна 1187 року закони, розроблені судом, були записані як assises у Листах Гробу Господнього. Усі писані закони були втрачені в результаті падіння Єрусалима. Зараз правова система в основному базувалася на звичаях та пам'яті про втрачене законодавство. Відомий юрист Філіп Новарський скаржився: "Ми досить погано знаємо [закони], оскільки вони відомі не лише з чуток, а й з використанням… і ми думаємо, що це асист — це те, що ми бачимо як асист… в Єрусалимському царстві [барони] набагато краще використовували закони і діяли згідно з ними більш впевнено, перш ніж земля була втрачена '. Ідилічний вид на початку 12-го століття була створена правова система. Барони переосмислили assise sur la ligece, який Амальрік мав намір зміцнити корону, щоб натомість стримувати монарха та керувати їм, особливо щодо права монарха конфіскувати феодальні ділянки без суду. Втрата переважної більшості сільських феодальних земель призвела до того, що баронатство перетворилося на міський торговий клас, де знання закону було цінною, добре оціненою майстерністю та кар'єрним шляхом до вищого статусу.
Після Хаттіна франки втратили свої міста, землі та церкви. Барони втекли на Кіпр і одружилися з провідними новими емігрантами з сімей Лузіньян, Монбеліар, Брієн і Монфор. Це створило окремий клас — залишки старої знаті з обмеженим розумінням латинського Сходу. Сюди входили королі-консорти Гі, Конрад, Генріх, Еймері, Джон та відсутня династія Гогенштауфенів, що послідувала за ними. Барони Єрусалиму в 13-му століття були погано оцінені як сучасними, так і сучасними коментаторами: їхня поверхова риторика викликала огиду до Жака де Вітрі; Райлі-Сміт пише про їх педантичність та використання фальшивих юридичних виправдань для політичних дій. Барони цінували цю здатність формулювати закон. Про це свідчать складні та вражаючі трактати баронських правознавців з другої половини 13-го століття.
З травня 1229 р., Коли Фрідріх II залишив Святу Землю, щоб захищати свої італійські та німецькі землі, монархи були відсутні. Конрад був титулярним королем з 1225 по 1254 рік, а його син Конрадін до 1268 року, коли Карл Анжуйський стратив його. Монархія Єрусалима мала обмежену владу порівняно із Заходом, де правителі розробляли бюрократичний механізм управління, юрисдикції та законодавства, за допомогою якого вони здійснювали контроль. У 1242 році барони взяли верх і призначили спадщину Ібелінських та Кіпрських регентів. Централізований уряд розпався в умовах незалежності, яку здійснювали дворяни, військові накази та італійські комуни. Трьом кіпрським королям Лусіньян, яким вдалося досягти успіху, бракувало ресурсів для повернення втраченої території. Один претендент продав титул короля Карлу Анжуйському. Він здобув владу ненадовго, але ніколи не відвідував королівство.

## Армія

### Розмір та найм
Усі оцінки чисельності хрестоноської та мусульманської армій невизначені, хоча записи хроністів, які мають доступ до офіційних військових даних, таких як Ібн аль-Атір або королівський капелан Фулчер із Шартра, ймовірно, є надійними. Достовірні дані показують, що після швидкого зростання військового персоналу на початку 12 ст століття, франки Оутремера підняли найбільші армії в католицькому світі. Вже в 1111 р. Чотири держави хрестоносців вивели 16 000 військових, щоб розпочати спільну військову кампанію проти Шайзара. Едеса та Триполі підняли армії чисельністю 1000–3000 війська, Антіохія та Єрусалим розгорнули 4000–6000 солдатів. Для порівняння, Вільгельм Завойовник командував 5000–7000 військовослужбовцями в Гастінгсі, а 12000 хрестоносців воювали проти маврів у Лас-Навас-де-Толоса в Іберії. Серед ранніх ворогів франків фатиміди володіли 10 000–12 000 військовослужбовців, правителі Алеппо мали 7 atabegs командував 2000–5000 військовослужбовцями. Артукіди могли найняти до 30 000 турків, але ці кочові воїни були непридатні для тривалих облог. Після об'єднання Єгипту, Сирії та більшої частини Іраку Салах ад-Дін зібрав армію близько 20 000 чоловік. У відповідь франки швидко збільшили свою військову силу приблизно до 18 000 військовослужбовців, але не без здійснення жорстких заходів. У 13-му століття, контроль над прибутковою торгівлею Акри забезпечив ресурси для забеспеченя значних армій. У Ла-Форбі 16 000 франкських воїнів загинули на полі бою, але це була остання нагода, коли об'єднана єрусалимська армія вела розгромний бій. Під час облоги Акри у 1291 році близько 15 000 франкських військ захистили місто від понад 40 000 воїнів мамлюків.
Військова міць держав хрестоносців залежала головним чином від чотирьох основних категорій військовослужбовців: васалів, найманців, відвідувачів із заходу та військ, передбачених військовими наказами. serjants виконуватимуть свої військові обов'язки особисто як повністю озброєні лицарі або більш легкоброньовані сержанти. Неодружені жінки-володарки феода мусили наймати найманців; їх підопічні представляли неповнолітніх васалів. Чоловіки з обмеженими можливостями та чоловіки старше шістдесяти років повинні були поступитися коням та зброї своїм панам. Вассали, які володіли більше одного воїна, мусили мобілізувати свої війська або наймати найманців. Армія феодала могла бути численною. Наприклад, 60 кавалеристів і 100 пехотинців супроводжували Річарда Салерно, тодішнього володаря Мараша, під час спільної кампанії Антіохіни — Едессен проти Мавдуда в 1111 році. Скарг на труднощі франкських правителів у виплаті своїх військ вистачає, демонструючи важливість найманих військ у війні з Левантією. Найманців регулярно наймали для військових походів, для гарнізону фортів і, особливо, в Антіохії, для служби в озброєній свиті герцогів. Держави хрестоносців навряд чи змогли б вижити без постійної підтримки з заходу. Озброєні паломники, які приїжджали в кризові моменти, могли врятувати день, як ті, що прибули відразу після Балдуїна І були розбити під Рамлою в 1102 році. Західники не бажали прийняти владу франкських лідерів і слідувати їхнім вказівкам.

### Військові ордена

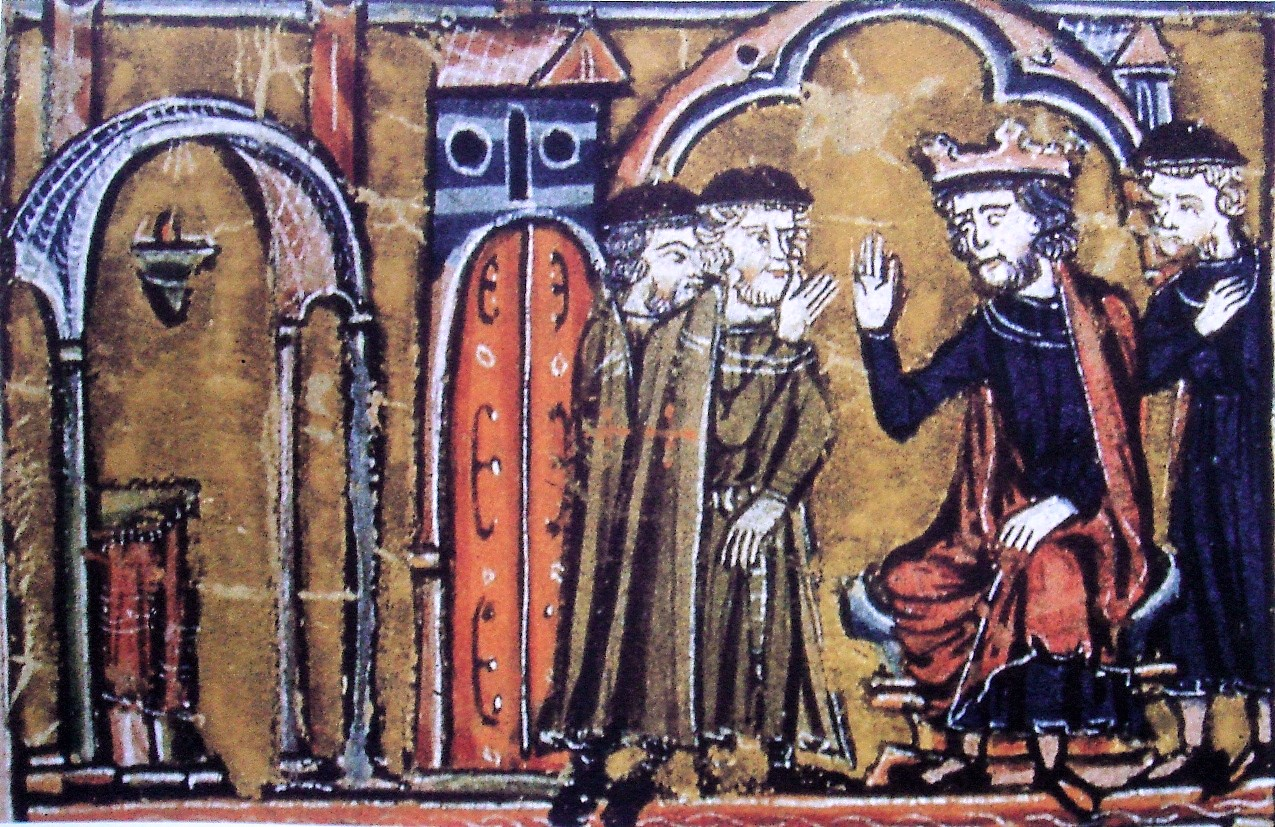
Мініатюра Балдуїна II з Єрусалиму XIII століття, що надає мечеть Аль Акса Хугу де Пайенсу

Військові ордена виникли як нова форма релігійної організації у відповідь на нестабільні умови на прикордонних територіях західного християнства. Перший з них, лицарі тамплієри, розвинувся з лицарського братства при церкві Гробу Господнього. Близько 1119 року лицарі прийняли чернечі обітниці цнотливості, злиднів та послуху та взяли на себе збройний захист паломників, які відвідували Єрусалим. Це незвичне поєднання монастирських і лицарських ідей не зустріло загального схвалення, але тамплієри знайшли впливового захисника у видатного абатського цистерціанця Бернарда з Клерво. Їх чернече правління було підтверджене на Раді Труа у Франції в 1129 році. Назва походить від Соломонового храму, франкської назви мечеті Аль-Акса, де вони створили свою першу штаб-квартиру. Прихильність тамплієрів до оборони співхристиян виявилася привабливою ідеєю, стимулюючи встановлення нових військових порядків, в Аутремері завжди шляхом мілітаризації благодійних організацій. Найбільш раннім прикладом є госпітальєри. Спочатку медсестринство в єрусалимській лікарні, засновані купцями з Амальфі, вони взяли на себе військові функції в 1130-х роках. У Леванті було ще три військові ордени: Орден Святого Лазаря, в основному для лицарів прокажених у 1130-х роках, Німецький орден тевтонців у 1198 році та англійський Орден Святого Фоми Акрського в 1228 році.
Як часті бенефіціари благочестивих пожертв по всій Європі та Леванті, госпітальєри, тамплієри та меншою мірою тевтонські лицарі накопичували значне багатство. Вони розпоряджались своїми розпорошеними маєтками через розгалужену мережу філіальних будинків, кожна з яких повинна була передати частину, головним чином третину своїх доходів, до штабу Єрусалиму. Оскільки регулярний переказ товарів і грошей вимагав розвитку складних логістичних та фінансових систем, ці три замовлення діяли як ранні форми наднаціональних торгових палат та кредитних установ. Їх мережі сприяли здійсненню міжнародних грошових переказів, оскільки кошти, депоновані у філії, могли бути виплачені в іншій, а позики, надані в одній країні, могли бути виплачені в іншій. Госпітальєри ніколи не відмовлялися від благодійної діяльності. В Єрусалимі їх лікарня обслуговувала сотні пацієнтів усіх релігій та статей. Паломники, вагітні жінки, покинуті діти та збіднілі люди також могли заручитися їх допомогою. Однак ведення війни проти невірних залишалося головним обов'язком військових наказів. Як ранній приклад постійної армії, вони відігравали ключову роль в обороні хрестоносців. Брати-лицарі та їх озброєні слуги були професійними солдатами за монастирськими обітами. Вони носили звичку, завжди з хрестом, і показували звання її власника. Оскільки миряни-правителі та аристократи рідко мали кошти для покриття всіх витрат на прикордонну оборону, вони охоче поступались своїм прикордонним фортам військовим наказам. Серед перших прикладів — Бет Гібелен в Єрусалимі та Крак де Шевальє в Триполі, обидва захоплені госпітальєрами.

### Зброя і тактика
Компанії висококваліфікованих кінних лицарів становили центральний елемент франкських армій. Їх військовий досвід та видатна згуртованість підрозділів відрізняли їх від візантійської та мусульманської важкої кавалерії. Франкські піхотинці були дисципліновано тісно співпрацювати з лицарями та захищати їх від нападів тюркської легкої кінноти. Широке розгортання піших солдатів, обладнаних арбалетом, було відмінною рисою армій франків; Мусульманські командири наймали арбалетчиків майже виключно в облоговій ситуації. Рідні християни та християнізовані турки разом з деякими франками служили легкоброньованими кавалеристами, яких називали тюркополами. Вони були розташовані для боротьби проти тюркської легкої кінноти і були добре придатні для набігів на ворожі сили.
Франкські лицарі билися в тісному порядку і застосовували тактику для посилення удару кавалерійського заряду. Прикладами є раптові напади на світанку та переслідування стад худоби до табору ворога. Під час франкської атаки кавалерії мусульманські війська намагалися уникнути прямого зіткнення, поки лицарі не були відокремлені від піхоти і їхні коні не виснажились. Франкські піхотинці могли створити «черепаху» проти дощу турецьких стріл. Притворний відступ був тактикою, яку застосовували як мусульманські, так і франкські війська, хоча християнські літописці вважали це ганебним. У облоговій ситуації франки уникали прямих нападів. Натомість вони наклали блокаду на обложене місто і заморили захисників голодом. На відміну від цього, мусульманські командири віддавали перевагу прямим атакам, оскільки вони могли легко збирати нові війська на заміну тим, хто загинув. Обидві сторони застосовували подібні облогові машини, включаючи дерев'яні облогові вежі, тарани, мангонелі та великі требюше з 1150-х років. Широке використання голубів-носіїв та сигнальних пожеж було важливим елементом мусульманської війни. Оскільки мусульманські командири були вчасно поінформовані про рух франків, вони могли несподівано перехопити франківських загарбників. Порівняно з сучасною Європою, битви в Аутремері були не рідкістю. У період між 1099 і 1187 роками франки брали участь майже в 40 основних боях, тоді як нормандські королі Англії вели менше 20 битв між 1066 і 1135 рр. Франки вели битви переважно в оборонних ситуаціях. Вони застосували тактику затягування лише тоді, коли у них, очевидно, не було шансів перемогти велику загарбницьку силу, як під час вторгнення Салах ад-Діна в Антіохію в 1187 році та нападів мамлюків проти Аутремера в 1260-х роках. Перебуваючи в наступі, франки, як правило, ризикували розгромити битви, якщо змогли отримати значну територію, а місцева фракція підтримала їх кампанію.

### Недоліки та причини падіння
Оскільки франки не змогли так ефективно відновлювати втрати, як їхні вороги, поразка у великій битві може поставити під загрозу саме існування хрестоносців. Прикладами можуть бути скорочення території Антіохії після поразки коаліції Антіохії та Едеси в битві при Гаррані в 1104 році та територіальні наслідки тріумфу Салах ад-Діна під Хаттіном. З 1150-х років такі спостерігачі, як літописці Михайло Сирієць та Алі ібн аль-Атір, дійшли висновку, що військова майстерність франків ослабла. Насправді франки все ще могли розпочинати далекі кампанії проти Єгипту та протистояти ворожим атакам без належного забезпечення протягом днів. Отже, як припускає історик Ніколас Мортон, їхні поразки, швидше за все, можна було б пояснити гнучкістю ворогів. Мусульмани навчились вирішувати власні недоліки та користуватися слабкими сторонами франків. Мусульманські правителі активізували пропаганду джихаду, щоб стримати етнічну напруженість, тоді як суперечки між франкськими та західними командирами перешкоджали їх ефективному співробітництву. Мусульманські командири застосували нову тактику проти важкоброньованих лицарів, як раптовий поділ їх чинів під час кінної атаки. На відміну від них, франки не могли змагатися зі швидкістю своїх ворогів. В облоговій ситуації вони наполягали на розгортанні облогових веж, хоча будівництво вежі тривало чотири-шість тижнів, і в цей період сили допомоги могли дістатися до обложеного міста чи фортеці. Мусульмани, навпаки віддавали перевагу швидким методом облог, таких як копання під валами або спалення стін.

## Демографія та суспільство
Сучасні дослідження показують, що мусульмани та корінне християнське населення були менш інтегрованими, ніж вважалося раніше. Християни жили навколо Єрусалиму та в дузі, що тягнулася від Єрихону та річки Йордан до Хеврону на півдні. Порівняння археологічних свідчень візантійських церков, побудованих до завоювання мусульман та записи османських переписів  XVI століття показують, що деякі грецькі православні громади зникли до хрестових походів, але більшість з них тривали існувалом разом з хрестоносцями та навіть після них. Мароніти були зосереджені в Триполі; Якобіти в Антіохії та Едесі. Вірмени були зосереджені на півночі, але громади існували у всіх великих містах. У центральних районах проживало переважно сунітське мусульманське населення, але в Галілеї існували шиїтські громади. Друзи-мусульмани мешкали у горах Триполі. Євреї жили в прибережних містах та деяких галілейських селах. Було проведено мало досліджень щодо навернення ісламу, але наявні докази змусили Елленблюм повірити, що навколо Наблуса та Єрусалиму християни залишаються більшістю.
Більшість місцевого населення становили селяни, які жили з землі. Хартії з початку XII століття свідчать про пожертви місцевих лиходіїв (вільних кріпаків) дворянам та релігійним установам. Можливо, це був метод позначення доходів чи землі, де межі були незрозумілі. Вони описуються як villanus, surianus для християн або sarracenus для мусульман. Термін servus була зарезервована для багатьох міських домашніх рабів, яких утримували франки. Застосування villanus вважається, що це відображає вищий статус селян чи кріпаків на Близькому Сході; Місцеве населення вважалось прислугую землевласників, а не вільними людьми. Статус Віллена відрізнявся від західних кріпаків, оскільки вони могли одружуватися поза домом своїх панів, не були зобов'язані виконувати безоплатну працю, могли мати землю та успадковувати майно. Однак франкам потрібно було підтримувати продуктивність, тому жителі села були прив'язані до землі що не сильно відрізнялось від феодального устрою в Європі тих часів. Хартії свідчать про те, що землевласники погоджуються повернути будь-які лиходії від інших землевласників, яких вони знайшли у своєму майні. Селяни повинні були платити пану від чверті до половини врожаю. Мусульманський паломник Ібн Джубайр повідомив, що податок на виборчі двори становить один динар і п'ять кірат на голову, а також податок на продукти з дерев. Хартії XIII століття свідчать про те, що це зросло після втрати першого королівства, яке відшкодувало втрачені доходи франків. Історик Крістофер МакЕвітт наводить це як причину того, що термін селянин, що виїжджає на виїзд, є більш точним описом для селян на Латинському Сході, ніж раб.
Населення франків Єрусалимського королівства було зосереджене у трьох великих містах. До XIII століття населення Акри, ймовірно, перевищувало 60 000, за ним слідував Тир із столицею з меншим населенням від 20 000 до 30 000. У зеніті латинське населення регіону досягло приблизно 250,000 з населенням Єрусалимського королівства близько приблизно 120,000 а загальна сума в Триполі, Антіохії та Едесі є порівняною. Франкські селяни виявляються в 235 із приблизно 1200 сільських поселень. Деякі з них були запланованими селами, створеними для заохочення поселенців із Заходу; деякими ділилися з корінними християнами. Місцеве населення проживало в Касалії, або сільських поселеннях, де проживало приблизно від трьох до п'ятдесяти сімей. У контексті, Джосія Рассел оцінює населення, що він називає «ісламською територією», приблизно 12,5 мільйон у 1000 — Анатолія 8 мільйон, Сирія 2 млн, Єгипет 1,5 мільйони та Північна Африка 1 мільйони — з європейськими районами, які забезпечували хрестоносців з населенням 23,7 мільйонів За його підрахунками, до 1200 ці цифри зросли до 13,7 мільйони на ісламській території — Анатолія 7 млн, Сирія 2,7 млн, Єгипет 2,5 мільйони та Північна Африка 1,5 млн — тоді як населення батьківщини хрестоносців становило 35,6 мільйонів Рассел визнає, що більша частина Анатолії була християнською або була під візантійською мовою, і що деякі, імовірно, ісламські райони, такі як Мосул і Багдад, мали значне християнське населення.
Мовні відмінності залишались ключовим диференціатором між лордами франків та місцевим населенням. Франки, як правило, розмовляли старофранцузькою мовою та писали латинською мовою. Хоча деякі вивчали арабську, грецьку, вірменську, сирійську та іврит, це було незвично. Суспільство було розшаровано політично та юридично. Етнічно засновані громади здійснювали самоврядування у відносинах між громадами, контрольованими франками. Дослідження зосереджувались на ролі ruʾasāʾ, Арабська для керівника, начальника чи мера. Райлі-Сміт поділила їх на міських вільних та сільських робітників, прив'язаних до землі; Рушасан керував франкськими маєтками, керував корінними громадами і часто поважав місцевих землевласників. Якщо громади були розділені, як свідчать письмові докази та ідентифікували Райлі-Сміт та Правер, міжвідомчих конфліктів вдалося уникнути, а взаємодія між поміщиками та селянами була обмеженою. МакЕвіт визначає можливу напруженість між групами, що конкурують. Згідно з 13-м століття юристів, в містечках Rais очолював Cour des Syriens, і є й інші свідчення, що вони періодично керували місцевими військами. Суди корінних громад керували цивільними спорами та незначною злочинністю. Франкський cour des bourgeois —Суди міщан, як називали неблагородних франків, мали справу з більш серйозними правопорушеннями та справами, пов'язаними з франками. Рівень асиміляції важко визначити, оскільки речових доказів мало. Археологія є культурно винятковою, а письмові свідчення свідчать про глибокі релігійні розбіжності. Деякі історики припускають, що неоднорідність держав погіршила формальний апартеїд. Ключовим відмінником у статусі та економічному становищі було мешканців міст та сільських жителів. Християни корінних народів могли отримати вищий статус і придбати багатство завдяки торгівлі та промисловості в містах, але мало мусульман проживало в міських районах, крім підневільних.
Франкське царство відображало різноманітність регіону. Королева Мелісенде була частиною вірмен і стала дружиною Фулька з Анжу. Їх син Амалрік одружився з франкою з Леванту, перш ніж одружитися з візантійським греком. Використання дворянами єврейських, сирійських та мусульманських лікарів жахнуло Вільгельма Тирського. Антіохія стала центром культурного обміну через греко- та арабомовних християн. Корінні народи демонстрували традиційну повагу до франкської знаті, а натомість франки прийняли їх одяг, їжу, житло та військову техніку. Однак франкське суспільство не було культурним плавильним котлом. Міжобщинні відносини були неглибокими, ідентичності окремі, а інші громади вважалися чужими.

## Економіка

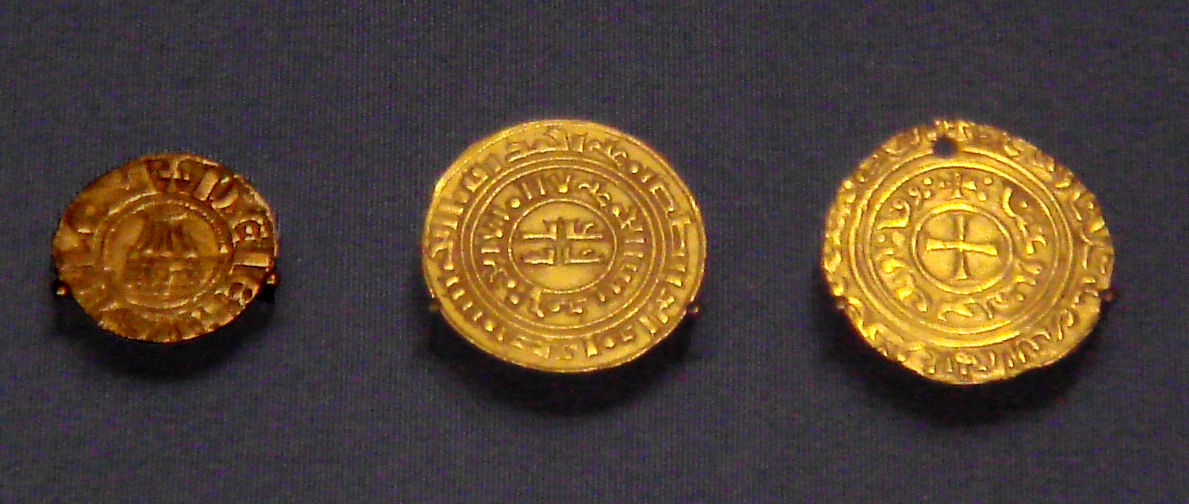
Монети Єрусалимського королівства з Британського музею. Зліва: деньє в європейському стилі із Гробом Господнім (1162—1175). Центр: куфічними золото Візантін (1140—1180). Справа: золотий безант з християнським символом (1250-ті)

Держави хрестоносців були економічними центрами, що перешкоджали торгівлі мусульман морем із заходом, а також по суходолу з Месопотамією, Сирією та містами дельти Нілу. Торгівля продовжувалась в прибережних містах, і безпрецедентні обсяги східних товарів експортувались до Європи. Візантійсько-мусульманський ріст торгівлі міг відбутися в XII і XIII століть, але цілком ймовірно, що хрестові походи пришвидшили це. Населення та економіка західноєвропейських країн процвітали, створюючи зростаючий соціальний клас, який бажав ремісничих товарів та східного імпорту. Європейський флот розширився завдяки кращим кораблям, покращив судноплавство, а плавання паломників субсидували подорожі. Значне місцеве сільськогосподарське виробництво процвітало до першого падіння Єрусалиму в 1187 році, але згодом було незначним. Франки, мусульмани, євреї та корінні християни торгували ремеслами в суках, кишючих східних базарах міст.
 
Оливки, виноград, пшениця та ячмінь були важливими сільськогосподарськими продуктами до завоювань Салах ад-Діна. Виробництво скла та виробництво мила були основними галузями промисловості міст. Італійці, провансальці та каталонці монополізували судноплавство, імпорт, експорт, транспорт та банківську діяльність. Податки з торгівлі, ринків, паломників та промисловості у поєднанні з доходами від маєтків забезпечували франківських дворян та церкву доходами. Сенйоріальні монополії, або заборони, змусили селянство користуватися поміщицькими млинами, печами та іншими приміщеннями. Наявність ручних млинів у більшості домогосподарств є свідченням обходу кріпаками деяких монополій. Центрами виробництва були Антіохія, Триполі, Тир і Бейрут. Експортувалися текстиль, особливо цінився шовк, скло, барвники, оливки, вино, кунжутна олія та цукор.
Франки забезпечували імпортний ринок одягу та готової продукції. Вони прийняли більш монетизовану корінну економічну систему, використовуючи гібридне карбування північноіталійських та південних французьких срібних європейських монет; Франкські мідні монети, викарбувані в арабському та візантійському стилях; і срібні та золоті дирхеми та динари. Після 1124 року франки скопіювали єгипетські динари, створивши золотий безант Єрусалиму. Після розпаду першого Єрусалимського королівства в 1187 р. Торгівля замінила сільське господарство в економіці, і переважав тираж західних монет. Хоча Тир, Сідон та Бейрут карбували срібні копійки та мідні монети, проте мало свідчень про систематичні спроби створити єдину валюту.
Італійські торгові республіки Піза, Венеція та Генуя були зацікавлені в діяльності хрестоносців, гроши якими забезпечували утремерів давали їм можливість мати більшу армію та флот. Натомість ці міста та інші, такі як Амальфі, Барселона та Марсель, отримали комерційні права та доступ до східних ринків. З часом це переросло в колоніальні громади з власністю та юрисдикцією. Значно розташовані в портах Акр, Тир, Триполі та Сідон, комуни італійців, провансальців та каталонців мали різні культури і здійснювали автономну політичну владу, окрему від франків. Вони залишались заплутано пов'язаними зі своїми містечками походження, даючи їм монополію на зовнішню торгівлю, банківську діяльність та судноплавство. Були використані можливості розширення торгових пільг. Наприклад, у 1124 році венеційці отримали третину Тиру та його територій із звільненням від податків в обмін на участь Венеції в облозі. Ці порти не змогли замінити Олександрію та Константинополь як головні комерційні центри торгівлі, але змагалися з монархами та між собою за збереження економічної переваги. Кількість комун ніколи не досягало сотень. Їх влада походить від підтримки рідних міст. До середини XIII століття правителі комун ледве визнали владу франків і розділили Акру на кілька укріплених мініатюрних республік.

## Мистецтво та архітектура

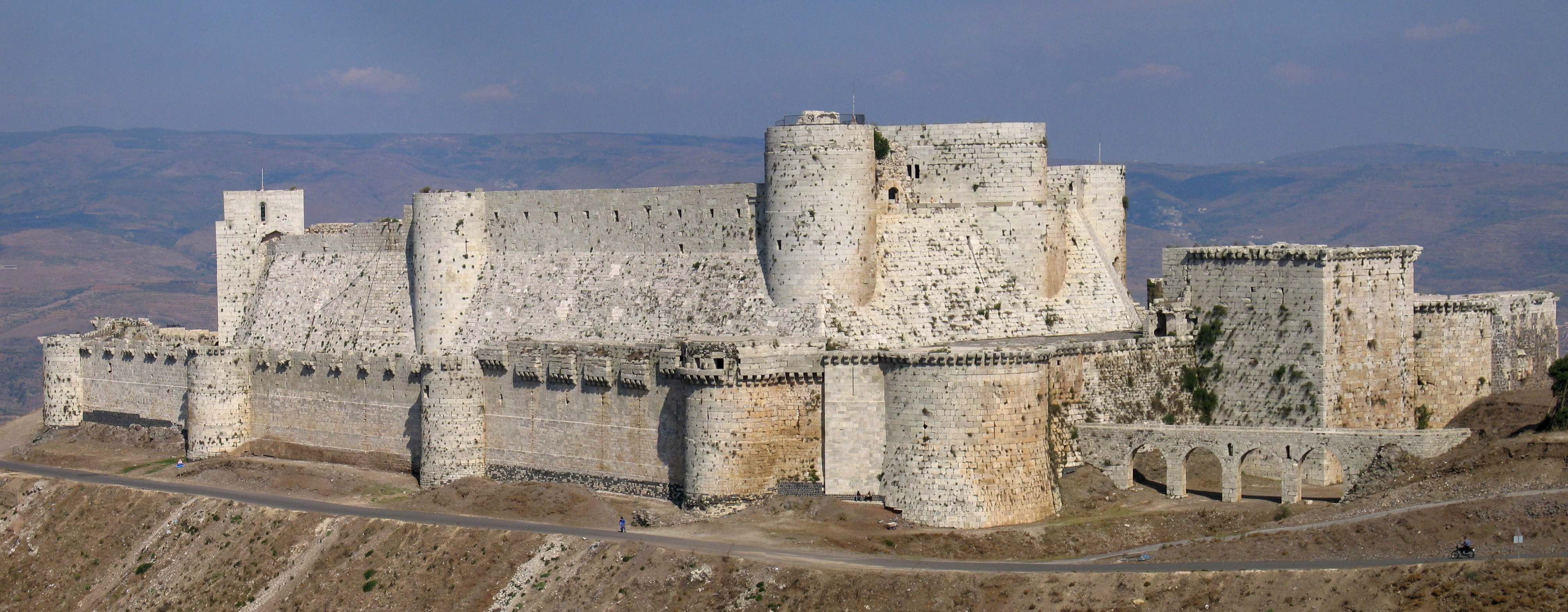
Замок госпітальєрів ХІІ століття Крак де Шевальє в Сирії

Правер стверджував, що жоден великий західний діяч культури не оселився в штатах, але що інших заохочує Схід вираження образності в західній поезії. Історики вважають, що військова архітектура демонструє синтез європейських, візантійських та мусульманських традицій, забезпечуючи оригінальні та вражаючі художні досягнення хрестових походів. Замки були символом домінування франкської меншини над ворожою більшістю населення, яке діяло як адміністративні центри. Сучасна історіографія відкидає консенсус ХІХ століття щодо того, що жителі Заходу вивчали основи військової архітектури з Близького Сходу. Європа вже пережила зростання оборонних технологій. Контакт з арабськими фортифікаційними спорудами, спочатку побудованими візантійцями, впливав на розвиток подій на сході, але є мало доказів диференціації між дизайнерськими культурами та обмеженнями ситуації. Замки включали особливості східного дизайну, такі як великі водосховища, та виключені западні риси, такі як рови. Дизайн церкви виконувався у французькому романському стилі, який спостерігався при відбудові Хреста Господнього у 12 столітті. Франки зберегли більш ранні візантійські деталі, але додали арки та каплиці в північно-французькому, аквітанському та провансальському стилі. Капітелі південного фасаду слідують класичним сирійським візерункам, проте свідчень про вплив корінного населення на скульптуру мало.
 
Візуальна культура показує асимільований характер суспільства. Оздоблення святинь, живопис та виготовлення рукописів продемонстрували вплив художників корінних народів. Франкські практики запозичили методи у візантійських та корінних художників в іконографічній практиці. Монументальний та панельний живопис, мозаїка та ілюмінація в рукописах прийняли корінний стиль, що призвело до культурного синтезу, показаного в Церкві Різдва. Настінні мозаїки були невідомі на заході, але широко поширені в хрестоносців. Невідомо, чи виконували мозаїчні роботи корінні майстри чи вчилися франки, але це показує еволюцію своєрідного та оригінального художнього стилю. майстернях розміщувались італійські, французькі, англійські та корінні майстри, що виготовляли ілюстровані рукописи, що демонструють перехресне запліднення ідей та технік. Одним із прикладів є Мелісендський псалтир. Цей стиль або відображав, або впливав на смак покровителів мистецтва у стилізованому вмістом, що зазнав впливу Візантії. Ікони раніше не були відомі франкам. Це продовжувалося, іноді у франкському стилі, і західних святих, що призводило до італійського живопису на панелях. Важко відстежити ілюстрації та дизайн замку до їх джерел. Це простіше для текстових джерел, де переклади, зроблені в Антіохії, помітні, але мають другорядне значення для творів з мусульманської Іспанії та гібридної культури Сицилії.

## Релігія

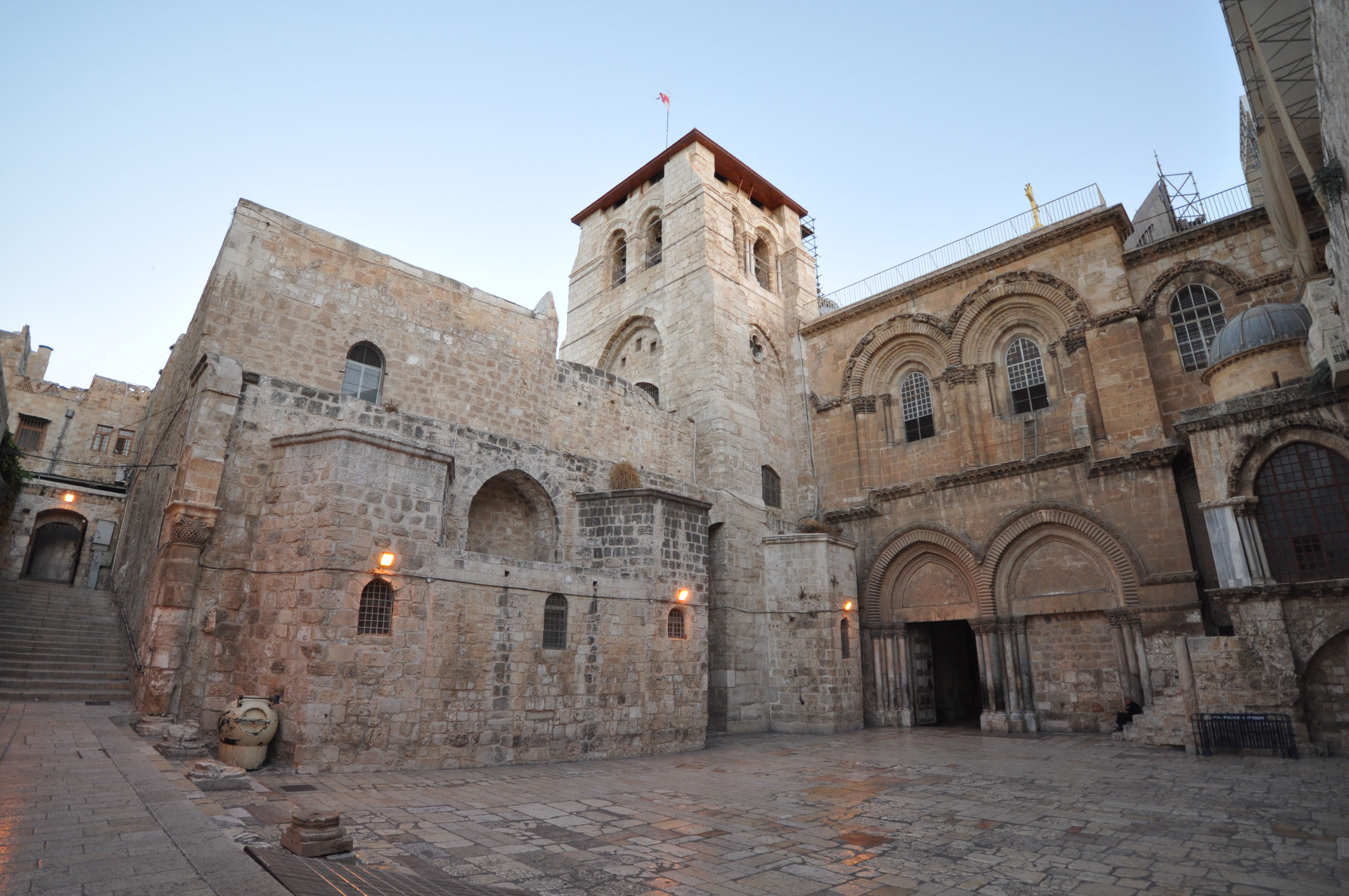
Храм Гробу Господнього

Немає письмових доказів того, що франки чи місцеві християни визнавали значні релігійні відмінності до 13-го числа століття, коли правознавці використовували фрази, подібні до людей, що не належали до правління Риму. Хрестоносці заповнили грецькі православні церковні посади, які стали вакантними, наприклад, після смерті Симеона II, коли Франк Арнульф Хокеський змінив його на посаді патріарха Єрусалиму. Призначення латинських єпископів мало вплинуло на православних християн, що говорять на арабському. Попередні єпископи були іноземними візантійськими греками. Греки використовувались як єпископи-коад'ютори для управління корінним населенням без духовенства та на латинській мові, а православні християни часто мали спільні церкви. В Антіохії греки час від часу замінювали латинських патріархів. Терпіння продовжувалось, але відповідь папістів-інтервентів отримав Жак де Вітрі, єпископ з Акри. Вірмени, копти, якобіти, несторіанці та мароніти мали більшу релігійну автономію, самостійно призначаючи єпископів, оскільки їх вважали поза католицькою церквою. Франки мали дискримінаційні закони щодо євреїв та мусульман, які перешкоджали асиміляції. Їм було заборонено заселяти Єрусалим, і покаранням de jure за сексуальні стосунки між мусульманами та християнами було каліцтво. Мечеті були перетворені на християнські церкви, але примусового перетворення мусульман не було, оскільки це закінчило б селянський служанський статус.

## Спадщина
Після падіння Акко госпітальєри переселилися спочатку на Кіпр, потім завоювали і правили Родосом (1309—1522) та Мальтою (1530—1798). Суверенний військовий Мальтійський орден зберігся до наших днів. Французький король Філіп IV, ймовірно, мав фінансові та політичні причини виступити проти тамплієрів. Він чинив тиск на Папу Римського Климента V, який у 1312 р. відповів, розпустивши орден на ложних підставах в содомії, магії та єресі. Збір, транспортування та постачання військ призвели до процвітання торгівлі між Європою та державами-хрестоносцями. Італійські міста-держави Генуя та Венеція процвітали завдяки вигідним торговим комунам та перезвезені товарів та військ до Близького Сходу. Багато істориків стверджують, що взаємодія між західнохристиянською та ісламською культурами мали значний і в кінцевому рахунку позитивний вплив на розвиток європейської цивілізації та Відродження. Відносини між європейцями та ісламським світом розтягнулися на всю довжину Середземного моря, ускладнивши історикам визначити, яка частка культурного перехресного запліднення бере свій початок у державах-хрестоносцях, Сицилії та Іспанії.

## Історіографія
Сучасні історики досягли широкого консенсусу щодо взаємовідносин між франками та корінними громадами в державах хрестоносців. Джошуа Правер та інші описували чисельність франків, яка переважала над прибережними районами південної сучасної Туреччини, Сирії, Лівану, Ізраїлю та Палестини. У цій парадигмі дискримінаційні закони, умови панщини та усунення з посади влади ізолювали франкську еліту від більшості населення. Нещодавно історики, як Ронні Елленблюм, оскаржували цю позицію, використовуючи археологічні дослідження. Ці проблеми визнали слабкі місця, і жодної альтернативної моделі не було представлено. Крістофер Тайерман зазначає, що виклики не полягають у поверненні до старих теорій, джерела залишаються тими самими, а археологічні матеріали практично недоказувані. Денис Прінгл, фахівець з франкської архітектури, зазначає, що нові архітектурні дослідження не суперечать сегрегаційній думці франкського суспільства, яка на початку 20-го століття, Ганс Еберхард Майєр вже писав, що кількість франків, що проживають у сільських поселеннях, не слід недооцінювати.
Це було в 19-му століття, що предмет хрестоносців, а не лише самі хрестові походи, стали предметом вивчення. Особливо це стосувалося французьких істориків. Впливові розповіді Жозефа Франсуа Мішо зосереджувались на темах війни, завоювання та заселення. Пізніше колоніальні амбіції Франції в Леванті були явно пов'язані з хрестовим походом під проводом Франції та франкським характером держав(ассоціями з цими державами). Les colonies franques de Syrie aux XIIme et XIIIme siècles Еммануеля Рей описував франкські поселення в Леванті як колонії, в яких Poulain s, нащадки змішаних шлюбів, прийняли місцеві традиції та цінності замість традицій їхнього франкського походження. Перший американський історик хрестового походу, Дана Карлетон Манро, розширив цей аналіз, описуючи турботу, яку франки докладали, щоб «завоювати доброзичливість тубільців». У 20-му століття історики відкинули цей підхід. Р. Смаїл стверджував, що Рей та подібні до них визначили цілісне суспільство, яке не існувало для виправдання французьких колоніальних режимів. Новий консенсус полягав у тому, що суспільство було відокремлено з обмеженим соціальним та культурним обміном. Правер та Джонатан Райлі-Сміт зосереджувались на свідченнях соціальних, правових та політичних рамок в королівстві Єрусалим, щоб представити загальновизнану точку зору на суспільство, яке в основному було міським, ізольованим від корінних народів, з окремими правовими та релігійними системами. Праця Правера 1972 р. «Латинське королівство Єрусалим: європейський колоніалізм у середні віки» розширила цей аналіз: відсутність інтеграції базувалася на економіці з позицією франків залежно від підпорядкованого, безправного місцевого населення. У цій домовленості основними мотивами франків були економічні. Ісламський історик Керол Хілленбранд визначив, що ісламське населення реагувало з обуренням, підозрою та неприйняттям франків.
Ця модель підтримує ідею про те, що держави хрестоносців були частиною ширшої експансії Західної Європи в таких місцях, як Ірландія, Східна Європа та Іспанія: рухомі релігійними реформами та зростанням папської влади. Однак тепер історики стверджують, що на Сході не було енергійної церковної реформи або переслідування євреїв та єретиків. Деякі історики вважають винятковим те, що Собор Наблусу 1120 р. Регулював церковну десятину, забороняв бигамію та перелюб, а також виносив смертну кару за содомію та покарання за кастрацію та каліцтво будь-якого франка, який вступав у сексуальні стосунки з мусульманами. Бенджамін З. Кедар вважав, що Наблус наслідував візантійський, а не західний реформаторський прецедент. Це змусило таких істориків, як Клод Каен, Жан Річард та Крістофер МакЕвітт, стверджувати, що історія хрестоносців відрізняється від історії хрестових походів. Це дозволяє застосовувати інші аналітичні прийоми, які ставлять хрестоносці в контекст близькосхідної політики. Ці ідеї все ще перебувають у процесі артикуляції сучасними істориками.

## Переглянути також
- Латинократія